# Erich Kästner

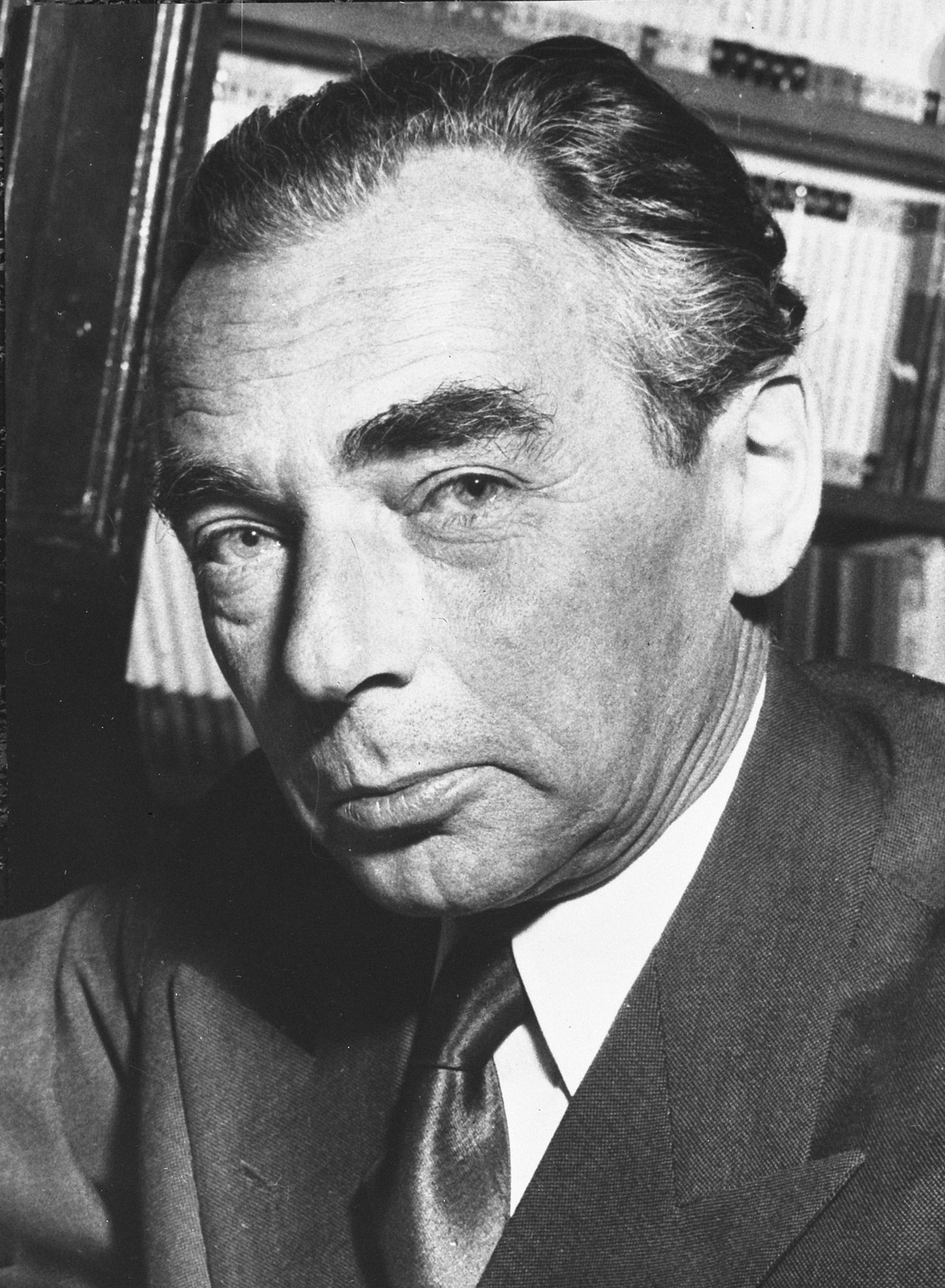
Erich Kästner (1961)

Emil Erich Kästner (geboren am 23. Februar 1899 in Dresden; gestorben am 29. Juli 1974 in München) war ein deutscher Schriftsteller, Publizist, Drehbuchautor und Kabarettdichter.
Seine publizistische Karriere begann während der Weimarer Republik mit gesellschaftskritischen und antimilitaristischen Gedichten, Glossen und Essays in verschiedenen renommierten Periodika jener Zeit. Dennoch entschied er sich, nach dem 30. Januar 1933 in Deutschland zu bleiben. Seine Werke erschienen bald auf den schwarzen Listen und seine vor 1933 erschienenen Bücher wurden im Herrschaftsbereich des NS-Regimes verboten. Trotz diverser Repressionen konnte er unter Pseudonym weiter veröffentlichen; er schrieb beispielsweise Drehbücher für einige komödiantische Unterhaltungsfilme wie etwa Münchhausen (1943). Nach dem Ende des Zweiten Weltkriegs zog Kästner nach München und konnte wieder frei publizieren. Populär machten ihn vor allem seine Kinderbücher wie Emil und die Detektive (1929), Pünktchen und Anton (1931), Das fliegende Klassenzimmer (1933) und Das doppelte Lottchen (1949) sowie seine mal nachdenklich, mal humoristisch, oft satirisch formulierten gesellschafts- und zeitkritischen Gedichte, Epigramme und Aphorismen.

## Leben

### Dresden 1899–1919

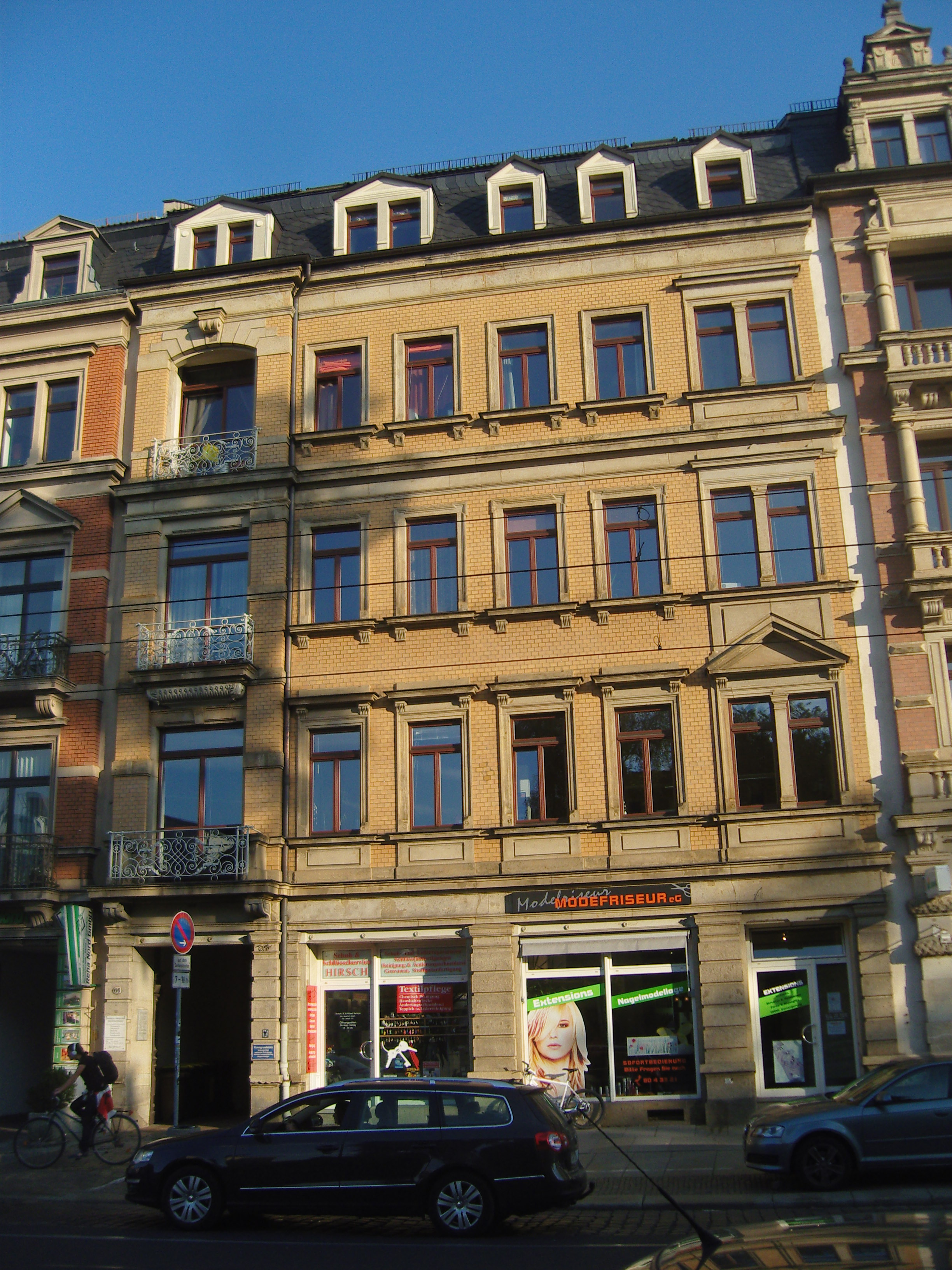
Kästners Geburtshaus in der Königsbrücker Straße 66

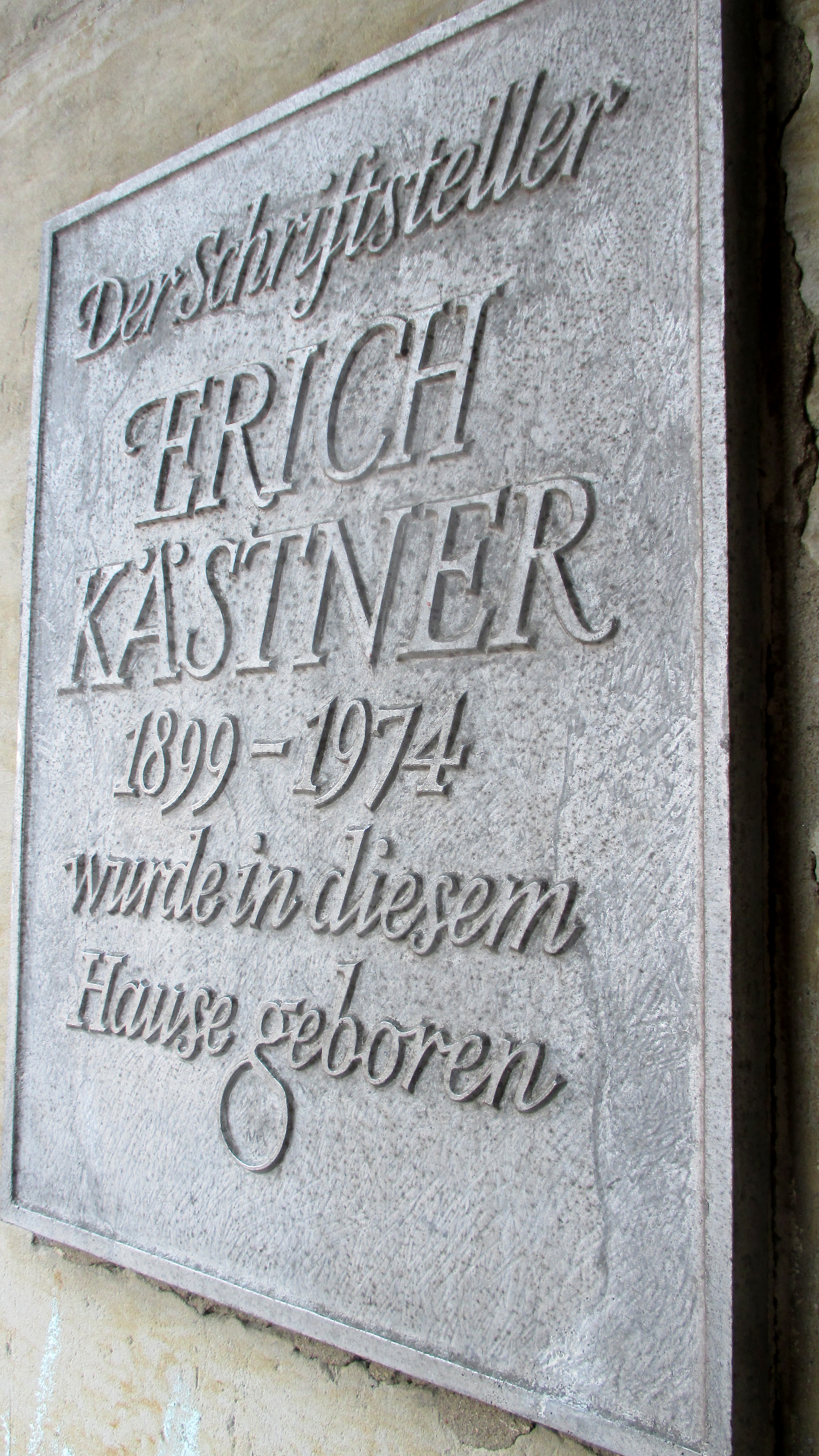
Gedenkschild am Geburtshaus von Erich Kästner – Dresden

Erich Kästner wurde in Dresden geboren, evangelisch getauft und 1913 in der Dreikönigskirche konfirmiert. Er wuchs als Einzelkind in kleinbürgerlichen Verhältnissen in der Königsbrücker Straße 66 in der Äußeren Neustadt von Dresden auf. In der Nähe, am Albertplatz, befindet sich heute – im Erdgeschoss der damaligen Villa seines Onkels Franz Augustin – das Erich Kästner Museum.
Sein Vater Emil Richard Kästner (1867–1957) war Sattlermeister in einer Kofferfabrik. Die Mutter Ida Kästner, geb. Augustin (1871–1951), war Dienstmädchen und Heimarbeiterin und wurde mit Mitte dreißig Friseurin. Zu seiner Mutter hatte Kästner eine intensive Beziehung. Schon als Kind erlebte er ihre Liebe als geradezu ausschließlich auf ihn bezogen – ein anderer Mensch spielte in ihrem Leben eigentlich keine Rolle. In seiner Leipziger und Berliner Zeit verfasste er täglich vertrauteste Briefe oder Postkarten an sie. Auch in seinen Romanen lässt sich immer wieder das Mutter-Motiv finden. Später kamen nie bestätigte Gerüchte auf, dass der jüdische Arzt Emil Zimmermann (1864–1953) – der Hausarzt der Familie – sein leiblicher Vater gewesen sei.

„[…] ich komme aus ganz kleinen Verhältnissen, mein Vater war ein Facharbeiter und auch Sozialdemokrat natürlich. Ich habe als Kind schon erlebt, wie die Arbeiter streikten und wie die berittene Gendarmerie mit herausgezogener Plempe da auf die Leute losschlug, die dann mit Pflastersteinen die Laternen einschlugen, und ich habe heulend neben meiner Mutter am Fenster gestanden. Mein Vater war da unten mit dabei – also da haben wir schon zwei entscheidende Dinge.“

Erich Kästner wurde 1905 in der IV. Bürgerschule in der Tieckstraße eingeschult. Lehrer spielten in seiner Kindheit eine große Rolle. Die Untermieter seiner Eltern waren alle Lehrer und Kästner konnte deren Bibliothek benutzen. Zu einem von ihnen, Paul Schurig, war die Beziehung besonders eng. So war es naheliegend, dass Kästner Lehrer werden sollte und wollte, zumal der Besuch eines Lehrerseminars gegenüber Oberrealschule bzw. Gymnasium für die Familie erschwinglich war. Kästner besuchte ab 1913 das Freiherrlich von Fletchersche Lehrerseminar in der Marienallee in Dresden-Neustadt. Das Institut war ein Internat mit wöchentlich nur 2 Stunden Ausgang. Kästner beschrieb es als „Lehrerkaserne“, deren Bildungsziel der „gefügige, staatsfromme Beamte [war], der sich nicht traute, selbständig zu denken, geschweige zu handeln.“ In dieser Zeit erschienen seine ersten Gedichte in der Schulzeitung Fletcheranerbote, inhaltlich noch sehr staatsfromm und konformistisch, formal aber für einen Jungen seines Alters schon erstaunlich. Kästner brach die Ausbildung zum Volksschullehrer drei Jahre später kurz vor ihrem Ende ab. Viele Details aus dieser Schulzeit finden sich in dem Buch Das fliegende Klassenzimmer wieder. Seine Kindheit beschrieb Kästner in dem 1957 erschienenen autobiographischen Buch Als ich ein kleiner Junge war, dort kommentiert er den Beginn des Ersten Weltkriegs mit den Worten: „Der Weltkrieg hatte begonnen, und meine Kindheit war zu Ende.“ Den Kriegsanfang erlebt Kästner während einer Reise mit seiner Mutter und seiner Cousine Dora an die Ostsee, die sie deswegen abbrechen müssen.
Zum Militärdienst wurde er 1917 einberufen und absolvierte seine Ausbildung in einer Einjährig-Freiwilligen-Kompanie der schweren Artillerie. 1918 wird er an die Artillerie-Mess-Schule nach Köln-Wahn versetzt. Die Brutalität der Ausbildung prägte Kästner zum Antimilitaristen, zumal er sich durch den harten Drill seines Ausbilders Waurich eine lebenslange Herzschwäche zuzog. Kästners Erbitterung darüber machte sich am deutlichsten in seinem Gedicht Sergeant Waurich Luft:
Er hat mich zum Spaß durch den Sand gehetzt

und hinterher lauernd gefragt:

»Wenn du nun meinen Revolver hättst –

brächtst du mich um, gleich hier und gleich jetzt?«

Da hab ich »Ja!«, gesagt. […]

Der Mann hat mir das Herz versaut.

Das wird ihm nie verziehn.

Es sticht und schmerzt und hämmert laut.

Und wenn mir nachts vorm Schlafen graut,

dann denke ich an ihn.
Neben der Herzschwäche sollte auch die Abneigung gegen Militär und Militarismus Kästner lebenslang bleiben:

„Das entscheidende Erlebnis war natürlich meine Beschäftigung als Kriegsteilnehmer. Wenn man 17-jährig eingezogen wird, und die halbe Klasse ist schon tot, weil bekanntlich immer zwei Jahrgänge ungefähr in einer Klasse sich überlappen, ist man noch weniger Militarist als je vorher. Und eine dieser Animositäten, eine dieser Gekränktheiten eines jungen Menschen, eine der wichtigsten, war die Wut aufs Militär, auf die Rüstung, auf die Schwerindustrie.“

Nach dem Ende des Ersten Weltkriegs belegte Kästner den Abschlusskurs am Strehlener Lehrerseminar. Ein Jahr später machte er das Abitur am König-Georg-Gymnasium mit Auszeichnung und erhielt dafür das Goldene Stipendium der Stadt Dresden, das ihn zum Studium in Sachsen verpflichtete, wodurch sich die Universität Leipzig als Studienort ergab. Am Gymnasium lernte er auch einen späteren Koautor Werner Buhre kennen und Ralph Zucker, Vorbild für Labude im Roman Fabian.

### Leipzig 1919–1927
Im Herbst 1919 begann Kästner an der Universität Leipzig das Studium der Geschichte, Philosophie, Germanistik, Zeitungskunde und Theaterwissenschaft. 1921 studiert er im Sommersemester in Rostock, im Wintersemester in Berlin. Wieder in Leipzig wohnte er 1922 zur Untermiete im Musikviertel, Hohe Straße 51. Infolge der Deutschen Inflation 1914 bis 1923 und wegen seiner schwierigen finanziellen Situation nahm Kästner mehrere Nebentätigkeiten an. Er verkaufte Parfüm und sammelte die Börsenkurse für einen Buchmacher. Bereits 1923 lernte er Erich Ohser kennen, und ihre langjährige Freundschaft begann. Seine germanistische Doktorarbeit gab er 1925 bei Georg Witkowski ab und wurde daraufhin zum Dr. phil. promoviert. Das Studium finanzierte Kästner schon bald aus eigenen Einnahmen als Journalist und Theaterkritiker für das Feuilleton der Neuen Leipziger Zeitung, wo Hans Natonek sein Chef war, der ihm zu ersten Gedichtveröffentlichungen in der satirischen Wochenzeitschrift Der Drache verhalf. Seine erste Auslandsreise unternahm er mit seiner Mutter Ida 1926 in die Schweiz und nach Italien.
Dem kritischer werdenden Kästner wurde 1927 gekündigt, nachdem seinem von dem später unter dem Pseudonym „e. o. plauen“ mit seinen Vater-und-Sohn-Bildgeschichten sehr bekannt gewordenen Erich Ohser illustrierten, leicht zweideutigen Gedicht Nachtgesang des Kammervirtuosen „Frivolität“ vorgeworfen worden war. Im selben Jahr zog Kästner nach Berlin, von wo aus er unter dem Pseudonym „Berthold Bürger“ weiter als freier Kulturkorrespondent für die Neue Leipziger Zeitung schrieb. Kästner veröffentlichte später noch unter vielen anderen Pseudonymen (z. B. „Melchior Kurtz“, „Peter Flint“ oder „Robert Neuner“).
In der Kinderbeilage der im Leipziger Verlag Otto Beyer erschienenen Familienzeitschrift Beyers für Alle (seit 1928 Kinderzeitung von Klaus und Kläre) wurden von 1926 bis 1932 unter den Pseudonymen „Klaus“ und „Kläre“ fast 200 Artikel – Geschichten, Gedichte, Rätsel und kleine Feuilletons – geschrieben, die nach heutigem Stand der Forschung wohl großteils von Kästner stammen. Sein erstes größeres Werk, Klaus im Schrank oder Das verkehrte Weihnachtsfest, entwarf er im Juli 1927. Die Endfassung schickte er noch im selben Jahr an mehrere Verlage, die das Stück allerdings als zu modern ablehnten.

### Berlin 1927–1933

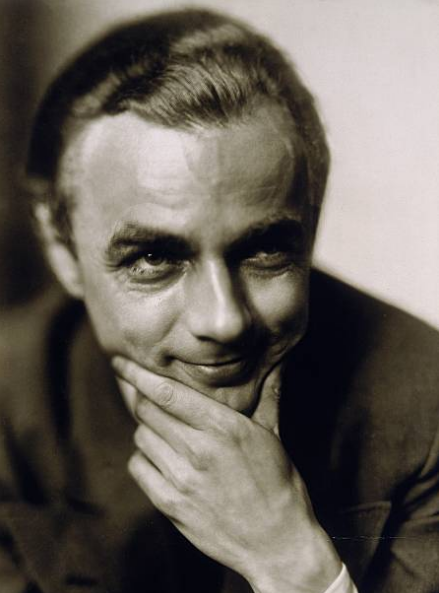
Erich Kästner (um 1930)

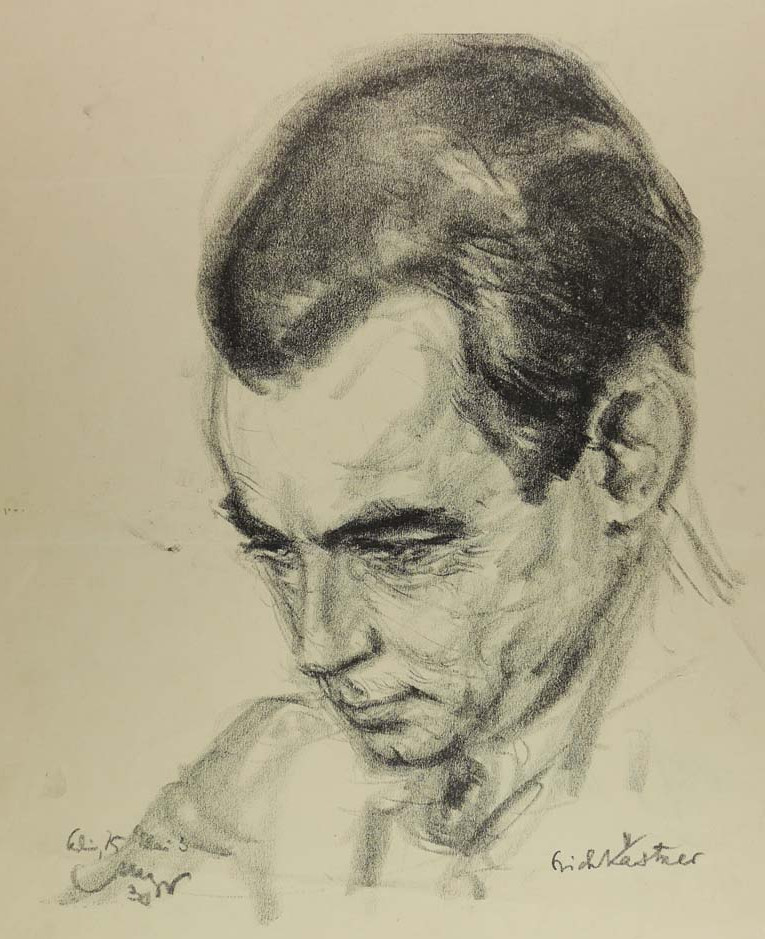
Erich Kästner, porträtiert von Emil Stumpp, 1930

Kästners Berliner Jahre von 1927 bis zum Ende der Weimarer Republik 1933 gelten als seine produktivste Zeit. In wenigen Jahren stieg er zu einer der wichtigsten intellektuellen Figuren Berlins auf und war 1932 auf dem Höhepunkt seines Erfolgs. Er publizierte seine Gedichte, Glossen, Reportagen und Rezensionen in verschiedenen Periodika Berlins. Regelmäßig schrieb er als freier Mitarbeiter für verschiedene Tageszeitungen wie das Berliner Tageblatt und die Vossische Zeitung, ebenso für die Zeitschrift Die Weltbühne. Unterstützt wurde er ab 1928 von seiner Privatsekretärin Elfriede Mechnig, die ihm 45 Jahre lang die Treue hielt. Im selben Jahr reist Kästner mit Ohser nach Paris, dort lernt er Walter Trier kennen, den Illustrator seiner Kinderbücher.
Hans Sarkowicz und Franz Josef Görtz, die Herausgeber der Gesamtausgabe von 1998, nennen im Nachwort des der Publizistik Kästners gewidmeten Bandes über 350 nachweisbare Artikel von 1923 bis 1933; die tatsächliche Zahl dürfte höher liegen. Dass so vieles heute verloren ist, mag damit zusammenhängen, dass Kästners Berliner Wohnung im Februar 1944 völlig ausbrannte.
Kästner veröffentlichte 1928 sein erstes Buch, Herz auf Taille, eine Sammlung von Gedichten aus der Leipziger Zeit. Bis 1933 folgten drei weitere Gedichtbände. Im Dezember 1929 hatte er außerdem einen großen Erfolg im noch jungen Rundfunk mit für das Hörspiel Leben in dieser Zeit zusammengestellten und von Edmund Nick vertonten lyrischen Texten, die unter der Regie von Friedrich Bischoff vor allem von Ernst Busch und Kaete Nick-Jaenicke zu Gehör gebracht wurden. Mit seiner Gebrauchslyrik avancierte Kästner zu einer wichtigen Stimme der Neuen Sachlichkeit.
Mitte Oktober 1929 erschien mit Emil und die Detektive Kästners erstes Kinderbuch. Edith Jacobsohn, die Besitzerin des Kinderbuchverlags Williams & Co., soll ihn zu diesem Kinderbuch überredet haben, erzählte Erich Kästner später. Er habe nur aus Neugier zugesagt, obwohl ihn bis dahin Bücher für Kinder nicht interessiert haben. Sven Hanuschek hält das für eine Anekdote und nicht glaubwürdig. Das Buch wurde allein in Deutschland über zwei Millionen Mal verkauft und bis heute in 59 Sprachen übersetzt. Für die Kinderliteratur der damaligen Zeit war ungewöhnlich, dass der Roman in der Gegenwart der Großstadt Berlin spielte. Mit Pünktchen und Anton (1931) und Das fliegende Klassenzimmer (1933) schrieb Kästner in den folgenden Jahren zwei weitere Kinderbücher, die in der Gegenwart spielen.
Gerhard Lamprechts Verfilmung von Emil und die Detektive wurde 1931 ein großer Erfolg. Kästner war jedoch mit dem Drehbuch unzufrieden, das Lamprecht und Billy Wilder (damals noch als „Billie Wilder“) geschrieben hatten. In der Folge arbeitete er als Drehbuchautor für die Studios in Babelsberg.
Kästners 1931 veröffentlichter Roman Fabian – Die Geschichte eines Moralisten ist in fast filmischer Technik geschrieben: Schnelle Schnitte und Montagen sind wichtige Stilmittel. Er spielt im Berlin der frühen 1930er Jahre. Am Beispiel des arbeitslosen Germanisten Jakob Fabian beschreibt Kästner das Tempo und den Trubel der Zeit wie auch den Niedergang der Weimarer Republik. Auch seine eigene Tätigkeit als Werbetexter spiegelt sich in der Figur Fabians.
Im November 1932 erschien sein drittes Kinderbuch Der 35. Mai oder Konrad reitet in die Südsee. Es ist sein ungewöhnlichstes und fasziniert durch seine phantasievoll erzählten Geschichten. Die Texte von Erich Kästner und die Illustrationen von Walter Trier ergänzen sich auch hier auf kongeniale Weise. Dieses Kinderbuch verkaufte sich im Weihnachtsgeschäft 1932 sehr gut, bald gab es neue Auflagen. Doch es war mit dem nur wenige Tage zuvor erschienenen Gedichtband Gesang zwischen den Stühlen die letzte Buchveröffentlichung Erich Kästners vor dem 30. Januar, als Hindenburg Hitler als Reichskanzler einsetzte. Bald darauf wurden Kästners Bücher bei Bücherverbrennungen verbrannt und in Deutschland verboten.
Von 1927 bis 1929 wohnte Kästner in der Prager Straße 17 (heute etwa Nr. 12) in Berlin-Wilmersdorf, danach bis Februar 1944 in der Roscherstraße 16 in Berlin-Charlottenburg.

### Berlin 1933–1945

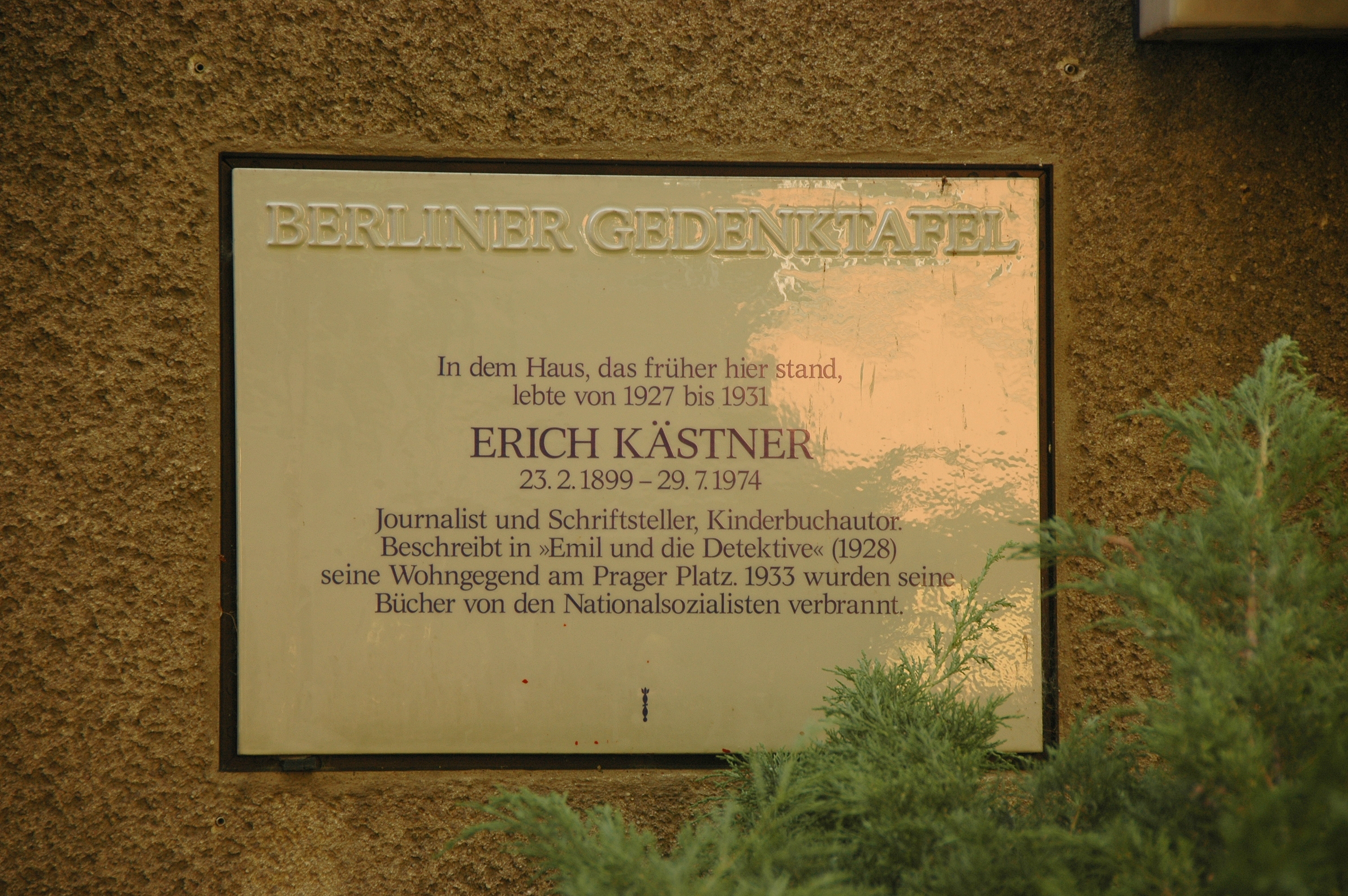
Berliner Gedenktafel am Haus Prager Straße 6 nahe der Wilmersdorfer Wohnung

Im Gegensatz zu fast allen seinen regimekritischen Kollegen emigrierte Kästner nach der Machtübernahme der Nationalsozialisten am 30. Januar 1933 nicht. Er erwartete, das NS-Regime würde nur von kurzer Dauer sein und „vielleicht ein paar Monate dauern, höchstens ein Jahr.“ Er machte sich zwar keine Illusionen, dass er wegen seiner Texte, insbesondere Gedichten wie Das Führerproblem, genetisch betrachtet oder Marschliedchen, mit schweren Zeiten zu rechnen habe, jedoch glaubte er, dass es „nicht so schlimm würde“. Tobias Lehmkuhl vermutet, dass Erich Kästner zu spät erkannte, dass es wohl auch für ihn besser gewesen wäre zu emigrieren.
Zwar fuhr er unmittelbar danach für kurze Zeit nach Meran und in die Schweiz, wo er auch bereits emigrierte Kollegen traf; dann jedoch kehrte er nach Berlin zurück. Kästner begründete diesen Schritt unter anderem damit, dass er vor Ort Chronist der Ereignisse sein wolle. Tatsächlich sammelte er Material aus der Zeit und machte sich in einem geheimen Tagebuch für einen künftigen Roman über das „Dritte Reich“ umfangreiche Notizen in Gabelsberger-Kurzschrift. Dieses blau eingebundene Buch versteckte er in seiner Bibliothek, nahm es aber während des Krieges bei Bombenalarm mit in den Luftschutzkeller, weshalb es – anders als seine viertausend Bücher – erhalten blieb. Mindestens genauso wichtig dürfte aber sein, dass er seine Mutter nicht allein lassen wollte. Mit dem Epigramm Notwendige Antwort auf überflüssige Fragen (aus: Kurz und bündig) lieferte er gewissermaßen selbst eine Antwort:

„Ich bin ein Deutscher aus Dresden in Sachsen.
Mich läßt die Heimat nicht fort.
Ich bin wie ein Baum, der – in Deutschland gewachsen –
wenn’s sein muss, in Deutschland verdorrt.“

Der nationalsozialistischen Führung war Kästner als populärer, weltläufig-großstädtischer „Asphaltliterat“ verhasst. Er wurde zweimal von der Gestapo festgenommen und jeweils für einige Stunden verhört. Seine Werke, bis auf Emil und die Detektive, wurden bei der öffentlichen Bücherverbrennung am 10. Mai 1933 als „wider den deutschen Geist“ verbrannt (Goebbels nannte Kästners Namen als dritten), was er selbst aus nächster Nähe beobachtete. Der Aufnahmeantrag Kästners in die Reichsschrifttumskammer wurde wegen seiner „kulturbolschewistischen Haltung im Schrifttum vor 1933“ abgelehnt, was sich vor allem auf seine Unterzeichnung des Dringenden Appells des Internationalen Sozialistischen Kampfbundes vom Juni 1932 bezieht. Dies war gleichbedeutend mit einem Publikationsverbot im Deutschen Reich. Der mit Kästner befreundete emigrierte jüdische Verleger Kurt Leo Maschler übernahm die Rechte vom Berliner Verlag Williams & Co. Bücher von Kästner konnten nun – in einer Ausnahmeregel für Kästner – im Ausland, und zwar in der Schweiz, in dem von Maschler gegründeten Atrium Verlag erscheinen. Eine seiner bekanntesten Lyrik-Sammlungen erschien erstmals 1936 im Schweizer Atrium Verlag unter dem Titel Doktor Erich Kästners Lyrische Hausapotheke. Im Januar 1943 wurde ihm nach Fertigstellung des Drehbuches zu Münchhausen auch das Schreiben von Drehbüchern sowie das Veröffentlichen im Ausland durch den Präsidenten der Reichsschrifttumskammer verboten.
Allerdings hat Kästner (im Gegensatz zu dem, was er selbst und seine frühen Biographen später über seine Arbeit in der Zeit des Nationalsozialismus berichteten) während der Diktatur sehr viel gearbeitet und unter Pseudonym auch erfolgreich publiziert. Kästner stand nach Ansicht von Hermann Kurzke auf dem Höhepunkt seiner Produktivität und lieferte der Unterhaltungsindustrie des Dritten Reiches Theatertexte und diverse Filmdrehbücher (teilweise als Mitautor). Besonders erfolgreich war Das lebenslängliche Kind; im Ausland und in der Nachkriegszeit als Buch bzw. Film unter dem Namen Drei Männer im Schnee vermarktet.
Mit einer Ausnahmegenehmigung lieferte Kästner, angeblich auf Wunsch von Goebbels, 1942 unter dem Pseudonym Berthold Bürger auch das Drehbuch zu Münchhausen, dem prestigeträchtigen Jubiläumsfilm der Ufa, der 1943 ins Kino kam. Der Anteil Kästners an dem etwa in der gleichen Zeit mit Bobby E. Lüthge und Helmut Weiss verfassten Drehbuch zu dem Heinz-Rühmann-Film Ich vertraue Dir meine Frau an lässt sich heute nicht mehr abschätzen. Im Mai 1942 ging die Fehlmeldung „Erich Kästner gestorben“ durch die ausländische Presse.
Ab 1942 wohnte Kästner auf Grund der laufenden Dreharbeiten an der UFA-Produktion des Münchhausen-Films längere Zeit in dem Haus der Schauspielerin Brigitte Horney in Neubabelsberg, Rathausstraße 6 (heute Johann-Strauß-Platz 11). Hier schrieb er auch zeitweilig sein „geheimes Kriegstagebuch“. Als Kästners Wohnung in Charlottenburg, Roscherstraße 16, im Februar 1944 durch Bomben zerstört wurde, zog er zu seiner Lebensgefährtin Luiselotte Enderle in die Sybelstraße. Als beide dann infolge immer mehr zunehmender Luftangriffe auch diese Wohnung verlassen mussten, erhielten sie beim Zeitungsverleger Erich Stückrath in Neubabelsberg Quartier. Im November erfolgt Kästners Musterung zum Volkssturm.
Mit dem Anrücken der Front auf Berlin versuchte Kästner, sich in Sicherheit zu bringen. Da kam der UFA-Produktionsleiter Eberhard Schmidt mit dem Vorschlag, seine Lebensgefährtin und ihn auf die Liste eines fiktiven Filmstabes zu setzen. Dazu wurden dringende Außenaufnahmen in den Alpen angesetzt. So gelang es ihm am 7. März 1945, mit einem 60-köpfigen Filmteam als Filmautor zu angeblichen Dreharbeiten für den Film Das verlorene Gesicht ins Zillertal nach Mayrhofen in Tirol zu reisen und dort das Kriegsende abzuwarten. Der ganze Bluff konnte dann, als in Mayrhofen die amerikanischen Militärfahrzeuge auftauchten, beendet werden. Diese Zeit hielt Kästner in einem 1961 unter dem Titel Notabene 45 veröffentlichten Tagebuch fest.

### München 1945–1974

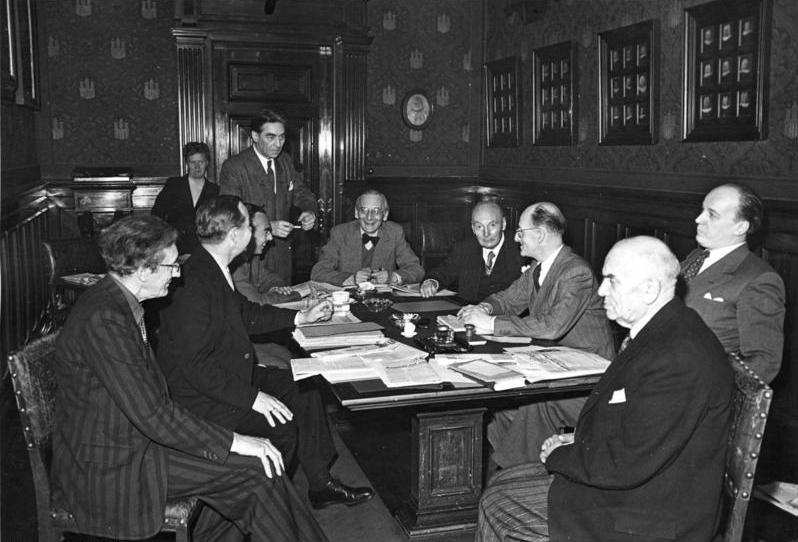
Erich Kästner (3. v. l., sitzend) bei der ersten Tagung des neugegründeten PEN-Zentrums Deutschland 1949 in Hamburg

Nach dem Ende des Zweiten Weltkriegs zog Kästner nach München, wo er bis 1948 das Feuilleton der Neuen Zeitung leitete. Als Beobachter für die Neue Zeitung nahm er an der Prozesseröffnung der Nürnberger Prozesse teil. In den Jahren von 1945 bis 1953 schrieb er etwa 90 Beiträge für das Feuilleton der Neuen Zeitung, darunter auch über den Film Die Todesmühlen, zusammengestellt aus Material, das von amerikanischen Kameraleuten nach Befreiung der Konzentrationslager gefilmt und im Februar 1946 in den bayrischen Kinos gezeigt wurde:

„Ich bringe es nicht fertig, über diesen unausdenkbaren, infernalischen Wahnsinn einen zusammenhängenden Artikel zu schreiben. Die Gedanken fliehen, sooft sie sich der Erinnerung an die Filmbilder nähern. Was in den Lagern geschah, ist so fürchterlich, daß man darüber nicht schweigen darf und nicht sprechen kann.“

In München gab Kästner auch die Kinder- und Jugendzeitschrift Pinguin heraus. Gleichzeitig widmete er sich verstärkt dem literarischen Kabarett. So arbeitete er für Die Schaubude (1945–1948) sowie Die Kleine Freiheit (ab 1951) und für den Hörfunk. In dieser Zeit entstanden zahlreiche Nummern, Lieder, Hörspiele, Reden und Aufsätze, die sich mit dem Nationalsozialismus, dem Krieg und der Realität im zerstörten Deutschland auseinandersetzten, u. a. das Marschlied 1945, das Deutsche Ringelspiel und das Kinderbuch Die Konferenz der Tiere.
Kästners Optimismus der unmittelbaren Nachkriegszeit wich umso mehr der Resignation, als die Westdeutschen mit Währungsreform und Wirtschaftswunder versuchten, zur Tagesordnung überzugehen. Hinzu kamen die bald erstarkenden Stimmen für eine Remilitarisierung. Seinem Anti-Militarismus blieb Kästner treu – er trat bei Ostermärschen als Redner auf und wandte sich später auch entschieden gegen den Vietnamkrieg. Sein Engagement richtete sich zudem gegen staatliche Maßnahmen, die er als Einschränkung der Pressefreiheit sah. So protestierte er 1952 etwa gegen das „Gesetz über die Verbreitung jugendgefährdender Schriften“ und zählte 1962 zu den ersten Intellektuellen, die sich gegen die Durchsuchungen und Verhaftungen während der Spiegel-Affäre wandten. Im Jahr 1954 hielt Kästner eine Rede zur Erinnerung an das Attentat vom 20. Juli 1944 in den Münchner Kammerspielen, die noch im gleichen Jahr unter dem Titel „Von der deutschen Vergesslichkeit“ in der Zeitschrift Merkur abgedruckt wurde. Darin bezeichnete er die Attentäter als ein Vorbild für die Jugend des Jahres 1954.
Er veröffentlichte jedoch immer weniger, wozu auch sein zunehmender Alkoholismus beitrug. Kästner fand keinen Anschluss an die Nachkriegsliteratur und wurde in den 1950er und 1960er Jahren überwiegend als Kinderbuchautor wahrgenommen und gewürdigt. Die Wiederentdeckung seines literarischen Werks aus der Zeit der Weimarer Republik begann erst ab den 1970er Jahren.

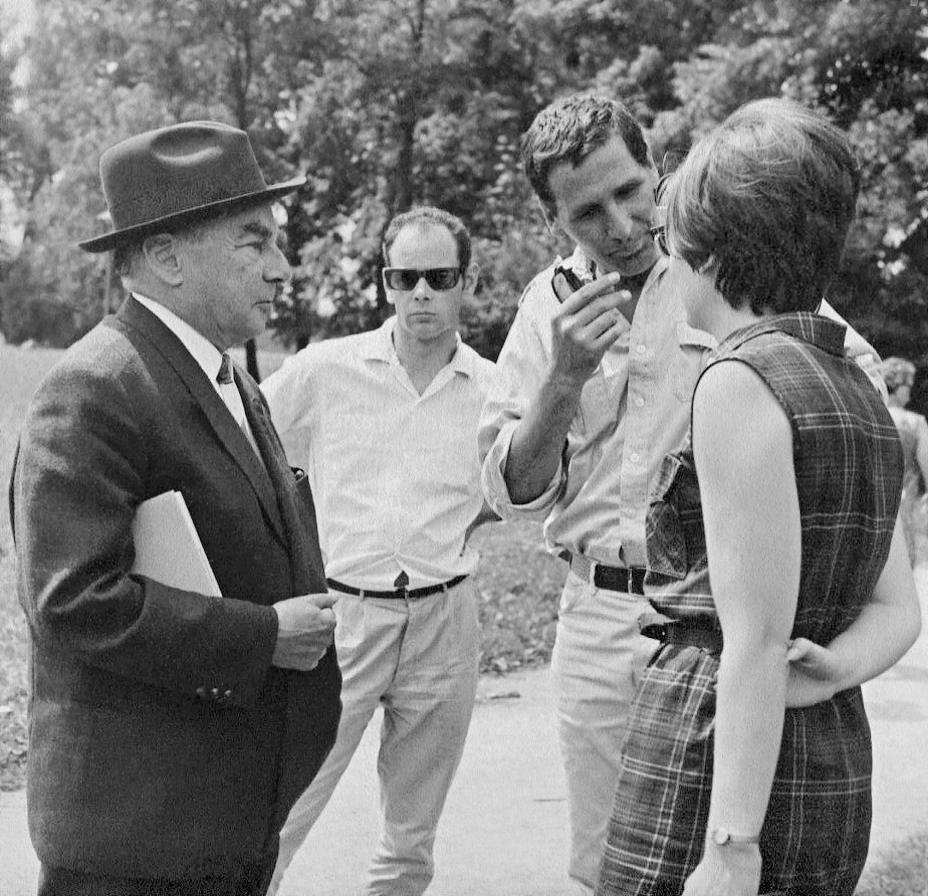
Erich Kästner (links) 1968 bei Dreharbeiten in München

Dennoch war Kästner sehr erfolgreich. Seine Kinderbücher wurden in zahlreiche Sprachen übersetzt und verfilmt, er selbst wurde vielfach geehrt. 1951 wurde er Präsident des westdeutschen P.E.N.-Zentrums und hatte dieses Amt bis 1962 inne; 1965 wurde er zum Ehrenvorsitzenden gewählt. Außerdem war er einer der Begründer der Internationalen Jugendbibliothek in München.
Kästner war häufig auch Rezitator seiner Werke. Bereits in den 1920er Jahren besprach er Schellackplatten mit seinen zeitkritischen Gedichten. In den Verfilmungen seiner Kinderbücher war er mehrfach der Erzähler, so zum Beispiel in der Verfilmung seines Buches Das doppelte Lottchen 1950 und in der ersten Hörspielbearbeitung von Pünktchen und Anton 1963. Des Weiteren sprach er für das Literarische Archiv der Deutschen Grammophon eine Auswahl seiner Gedichte, auch Epigramme, und nahm seine Till-Eulenspiegel-Bearbeitung für die Sprechplatte auf. Kästner machte auch literarische Solo-Abende – unter anderem im Münchner Cuvilliés-Theater – und las für den Hörfunk Teile seines Werks, wie etwa Als ich ein kleiner Junge war.

### Privatleben
Noch vor Beginn seines Studiums hatte Kästner im Sommer 1919 die drei Jahre jüngere Ilse Julius kennengelernt. Sie lebte mit ihrer Mutter – die Eltern waren geschieden – in einer ähnlich engen Beziehung wie Kästner zusammen. Ilse Julius studierte von 1920 bis 1926 Chemie und schloss als Diplomingenieurin an der Sächsischen Technischen Hochschule ab. Wie Kästner war sie an Kultur und Kaffeehausleben interessiert. Sie war die einzige Frau in Kästners Leben, der es gelang, eine enge Beziehung zu seiner Mutter aufzubauen, und 1925 verbrachten Kästner, seine Mutter und Julius einige Urlaubstage in Italien zusammen. In der Fernbeziehung – Kästner in Leipzig, Julius in Dresden – begann es nach einiger Zeit zu kriseln und 1926 endete die Beziehung, was für beide Teile traumatisch war. Sie hatten auch sexuelle Schwierigkeiten: „Sie macht Unterschiede zwischen Liebe und Bett. Ich kann hierin keinen Unterschied machen.“
Kästner verarbeitete die Trennung in seinem Gedicht Sachliche Romanze, dem Eröffnungsgedicht seiner zweiten Gedichtsammlung Lärm im Spiegel (1929):
Als sie einander acht Jahre kannten

(und man darf sagen: sie kannten sich gut),

kam ihre Liebe plötzlich abhanden.

Wie andern Leuten ein Stock oder Hut […]
Ilse Julius promovierte 1929 als Chemikerin und machte danach beruflich Karriere. Eine lockere Verbindung bestand bis Anfang der 1930er Jahre, bis in die 1950er schrieb man sich gelegentlich.
Kästner blieb lebenslang unverheiratet; er hatte allerdings zum Teil langjährige Liebesbeziehungen und Affären. Im März 1927 gab es Auseinandersetzungen zwischen Kästner und der Chefredaktion der Neuen Leipziger Zeitung, die in beiderseitigen Kündigungen endeten. Als Kästner mit Freunden dieses Ereignis feierte, lernte er die Redakteurin Luise Babette (Luiselotte) Enderle kennen. Am 1. Juli 1927 zog Kästner nach Berlin um, auch Enderle suchte sich einen Job dort und die Liaison verfestigte sich ungeachtet anderer Beziehungen Kästners. Sie lebten bis Februar 1944 in getrennten Wohnungen. Nachdem Kästners Wohnung ausgebombt worden war, zog er zu ihr in die Sybelstraße. Nach Kriegsende wohnten beide bis zu seinem Tod in einer gemeinsamen Wohnung in der Flemingstraße in München-Bogenhausen.
1929 traf er die 22-jährige Margot Schönlank („Pony“), die an der Reimann-Kunstgewerbeschule studierte. Bis dahin als Untermieter lebend suchte er sich mit ihrer Hilfe eine eigene Wohnung in einem Gartenhaus in der Roscherstraße 16 in Berlin-Charlottenburg, wo sie aber nicht zusammenlebten. 1930 trennten sie sich. Schönlank emigrierte 1933 nach Paris, heiratete dort René Bouché, ging 1940 in den Untergrund und emigrierte mit ihrem Mann 1945 in die USA.
Ab 1933 war er für mehrere Jahre mit der 20-jährigen Schauspielerin Herti Kirchner („Nauke“) liiert. Sie war gerade in Berlin angekommen, machte dann aber schnell Karriere, darunter auch in Filmen mit Heinz Rühmann. Sie starb bei einem Autounfall am 1. Mai 1939.
Nach seiner Übersiedlung nach München besuchte er 1946 das erste Mal Berlin und Dresden. Seine Mutter starb 1951 in Dresden, der Vater sechs Jahre später im Jahr 1957.
1949 lernte Kästner in München die Schauspielschülerin Friedhilde (Friedel) Siebert (* 21. Februar 1926 in Maybach an der Saar) kennen. Einige Zeit danach erhielt sie ein Engagement in Kassel, trat es aber nicht an, sondern lebte bis 1955 bei ihrer Mutter in der Barer Straße in München, danach unterhielt sie eigene Wohnungen, die von Kästner finanziert wurden. Am 13. September 1957 wurde ihr gemeinsamer Sohn Thomas geboren, der 1964 den Namen des Vaters annahm. Erst im April 1961 erfuhr Luiselotte Enderle von dieser Beziehung.

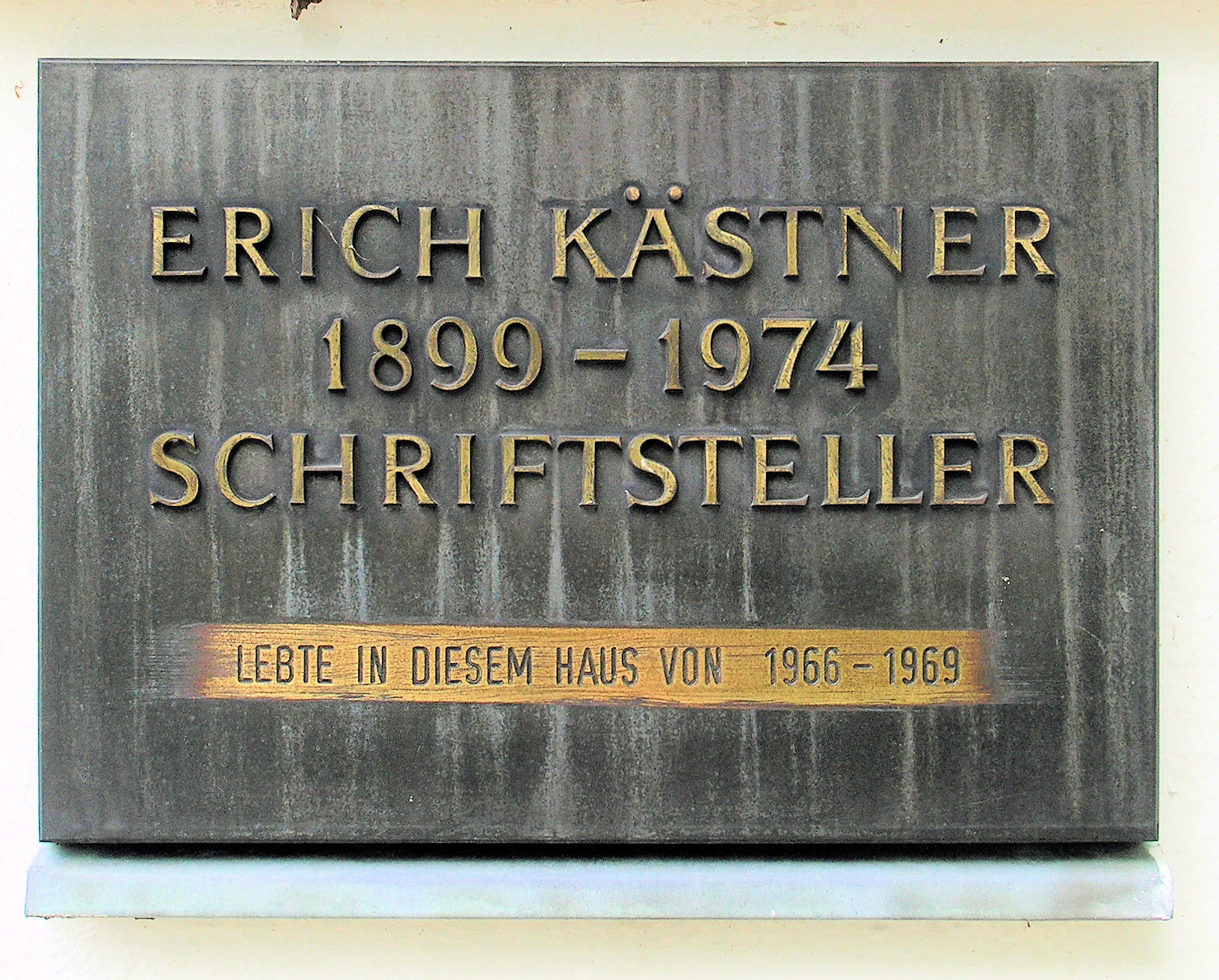
Gedenktafel in der Parkstraße in Berlin-Hermsdorf

Von 1964 bis 1969 bewohnte Kästner mit Friedel Siebert und dem gemeinsamen Sohn eine Villa in der Parkstraße 3a in Berlin-Hermsdorf am Waldsee. Hier feierte er 1969 auch seinen 70. Geburtstag. Kästner pendelte zwischen der Freundin in Berlin und der Lebensgefährtin Luiselotte Enderle in München, bis Friedel Siebert 1969 mit ihrem Sohn endgültig nach Zürich zog. Dort starb sie am 17. August 1986. Im Jahr 1977 wurde die Sammlung Briefe aus dem Tessin, die Kästner in den 1960er Jahren an Friedel Siebert und den gemeinsamen Sohn geschrieben hatte, veröffentlicht. Für Thomas verfasste er auch seine beiden letzten Kinderbücher Der kleine Mann und Der kleine Mann und die kleine Miss.
Ab 1965 zog Kästner sich fast ganz aus dem Literaturbetrieb zurück. Kurz vor seinem Tod gab er die Genehmigung, das Erich Kästner Kinderdorf nach ihm zu benennen. Kästner starb am 29. Juli 1974 im Alter von 75 Jahren an Speiseröhrenkrebs im Klinikum Neuperlach und wurde nach seiner Einäscherung auf dem Bogenhausener Friedhof in München beigesetzt.

## Werk und Rezeption
Kästner gilt als Autor von Weltgeltung. Sein Weltbild zeigt eine Zweiteilung, die sein Werk durchzieht. Der spöttisch und negativ geschilderten Welt der Erwachsenen steht die entgegengesetzte Sphäre der Kinder gegenüber; eine Einteilung, die sich nach Auffassung Andreas Drouves mit den Polaritäten des Bösen und des Guten veranschaulichen lässt. Während seine satirischen Verse eine pessimistische und zyklische Weltauffassung erkennen lassen, offenbaren die Kinderbücher die Hoffnung auf eine progressive Entwicklung der Menschheit. Laut Drouve gerät Kästner in die literarisch widersprüchliche Situation, den Kindern eine Welt zu präsentieren, an die er selbst nicht glauben kann, den Erwachsenen hingegen eine solche, in der eine innere Entwicklung unmöglich zu sein scheint. Dieser Dualismus sei das Ergebnis seiner Versuche, sich die Realität jeweils so zu konstruieren, wie er sie gerade benötige, um schriftstellerisch erfolgreich zu sein, was ihn von „wirklichen Aufklärern“ wie Lessing oder Kurt Tucholsky unterscheide.
So schrieb auch der Kinderbuchautor Fred Rodrian, Kästner habe die Welt in eine „schlechte, hoffnungslos-reale Welt der Erwachsenen“ auf der einen und eine „integre, einzige gute Welt der Kinder“ auf der anderen Seite eingeteilt. Seine satirischen Pfeile richte er gegen die böse Welt des Fabian; in den Kinderbüchern hingegen existiere das Böse nur, um das Gute zu zeigen. Emil sei „die Kindheit Fabians. Als Fabian wird Emil vermutlich ertrinken.“ Die Zweiteilung der Welt sei Kästners großer Irrtum gewesen.
Orientiert man sich an Kästners Ausführungen, wollte er als Satiriker die Menschen durch Einsicht moralisch bessern. Der durchgehend pessimistische und nihilistische Hintergrund seiner satirischen Schriften ist mit der Haltung verbunden, dass es trotz technisch-wissenschaftlicher Entwicklung keinen Fortschritt gegeben hat und geben wird. Diese Perspektive lässt sich etwa in dem Gedicht Die Entwicklung der Menschheit erkennen, in dem die „aus dem Urwald gelockt(en)“, mit den Errungenschaften der Zivilisation und Wissenschaft gesegneten Menschen „bei Lichte betrachtet … noch immer die alten Affen“ sind. Die spöttischen Verse seien auf den moralischen Reifeprozess des Menschen bezogen, der noch nicht seiner äußeren Entwicklung entspreche. Mit seinen Urinstinkten sei er auch in den zentralgeheizten Hochhäusern auf der alten Stufe verblieben und unterscheide sich nur durch technische Innovationen von seinen Vorfahren, eine Auffassung, die sich auch in dem Gedicht Dem Revolutionär Jesus zum Geburtstag finden lässt.
Neben Gesellschaft und Kultur gehören Krieg und Militarismus zu den Zielen der satirischen Spitzen. Dabei zeigen Kästners antimilitaristische Verse seine Stellung als „Mahner und Warner“ am deutlichsten, etwa in seinem bekannten Gedicht Kennst Du das Land, wo die Kanonen blühn?, in dem er die Ursachen des Krieges auf menschliche Dummheit zurückführt und das er an den Anfang seines Auswahlbandes Bei Durchsicht meiner Bücher aufnahm, der 1946 im Atrium Verlag erschien.
Die manifeste politische Haltung seiner Lyrik ist von einem idealistischen Moralismus geprägt. Kästners Gesellschaftskritik ist intuitiv und moralisch und dringt nicht in die Analyse der Verhältnisse vor, so dass sich seine Texte meist darauf beschränken, an den guten Willen zu appellieren. Die erkannte Ohnmacht gegenüber der kritisierten Welt mündet häufig in resignative Worte, wie etwa in dem Sammelband Gesang zwischen den Stühlen deutlich zu erkennen ist. Die Forderung nach positiven Aussagen griff Kästner in seinem Gedicht Und wo bleibt das Positive, Herr Kästner? auf, in dem er sich von seinen Lesern ausdrücklich ansprechen ließ.
Kästners Haltung wurde von einigen Zeitgenossen heftig kritisiert. So charakterisierte Walter Benjamin in seinem einflussreichen Artikel Linke Melancholie die Einstellung als politischen Radikalismus, der positionslos sei, zu Fatalismus führen und von den Kritisierten sogar begrüßt werden könne.
Benjamin sah in der Schwermut des Verfassers eine routinierte Methode und unterzog die Gedichte, die durch Tageszeitungen „wie ein Fisch im Wasser flitzen“ würden, einer ideologiekritischen Betrachtung. Kästner produziere lyrische Massenware und befinde sich auf einer angenehmen Position, die fern jeglicher Verantwortung liege und die gesellschaftliche Problematik leugne. Mit routinierten Anmerkungen gebe er seinen „lackierten Kinderbällchen das Ansehen von Rugbybällen“.
Während Benjamin und Bertolt Brecht Gebrauchslyrik und Gebrauchsliteratur im Zusammenhang mit politischen Funktionen und Veränderungen sahen, zielte Kästners Definition eher auf Verse, die leicht konsumiert werden können. So schrieb er in dem Artikel Ringelnatz und Gedichte überhaupt, der Anfang 1930 für die Neue Leipziger Zeitung entstand, es sei „keine Schande, Verse zu schreiben, die den Zeitgenossen begreiflich erscheinen“. Hinterlasse der „reine“ Dichter „Konservenlyrik“ für die Ewigkeit, die man aufheben und für „spätere Doktorarbeiten“ nutzen könne, schreibe der Gebrauchslyriker „für heute, zum Sofortessen“. Vermutlich seien seine Produkte nicht lange haltbar und würden rasch verderben. Dieser Ansatz unterscheidet sich von Brechts Anweisungen zu seiner Hauspostille, die „für den Gebrauch der Leser bestimmt“ sei und nicht „sinnlos hineingefressen“ werden solle.
Wesentlich aggressiver als Benjamin äußert sich Klaus Mann aus der Emigration anlässlich des 1934 erschienenen Kästner-Romans Drei Männer im Schnee:

„Wie sich das angepaßt hat! Mit welcher Fixigkeit das hinuntergleitet, ganz hinab, bis zum morastigen Schlammgrund der Ufa-Presse, wo die bettlerähnliche Gestalt ein verkleideter Geheimrat ist und der arbeitslose junge Mann das reizende und besorgte Millionärstöchterlein kriegt – denn mir ahnt doch so was. Wie das im Kotigen plätschert und zahlreiche prachtvolle Witze aus der Tiefe seines sittlichen Absturzes ruft! Ach, da sind wir immer aufs neue überrascht – wenngleich kaum unterhalten. Das war doch einmal ein Schriftsteller. Eine Zeitlang überlegte er sogar, ob er es nicht lieber bleiben wollte. Er dachte daran, in die Emigration zu gehen. Aber inzwischen hat er mit all seinen schlagfertigen Reden dahin gefunden, wohin er also gehört.“

Auf einer anderen Ebene setzte sich Robert Neumann mit Kästner auseinander. In seiner Kästner-Gedicht-Parodie Ein Sohn, etwas frühreif, schreibt an Frau Großhennig heißt es:
Du fragst, was ich treibe? Ich treibe soziales Gewissen.

Ich treibe auch Kinderseele. Wie, bitte? Danke, es geht.

Dagegen gibt es welche, die wollten meinen Roman lieber missen,

weil er so sehr aus zu Prosa gewalzten Kästnergedichten besteht.

[…]

Halb ein Bürgerschreck und halb ein erschrockener Bürger

dichte ich mich leicht frierend durch das Menschengewühl.
Und in dem Parodien-Sammelband von 1969 resümiert Neumann: „Kästners Wert und Wirkung haben sich nicht verschoben – er war damals eine Kästnergestalt, er ist eine Kästnergestalt immer noch.“ In seiner Autobiographie Ein leichtes Leben schließlich sagte Neumann über Kästners Haltung gegenüber dem Nationalsozialismus dann aber doch, dass er „rein durch den Stil seiner Existenz all jene Lügen strafte, die behaupten, man habe wenigstens mit halber Lautstärke mit den Hunden heulen müssen, um ihnen nicht zum Fraße vorgeworfen zu werden. Kästner heulte nicht. Was Kästner tat, war bloß: er setzte sich sichtbar ins Kaffeehaus, er schrieb ein, zwei Filme ohne ein politisches Wort.“
Abgesehen von Klaus Mann und Walter Benjamin äußerte sich die zeitgenössische Literaturkritik fast durchgängig freundlich lobend und mit dem Roman Fabian fand Kästner auch bei seinen Kollegen Zustimmung, darunter Hermann Hesse („Das Zeitgemäße konnte nicht zeitloser gesagt werden als hier […]“) und Hans Fallada. Fallada schreibt über die Werke Kästners:

„Etwas wundervoll Beschwingtes weht durch diese Bücher, alles steht sauber und klar an seinem Platz, nichts ist zurechtgebogen, verfälscht, und die Moral, die er gibt, ist eine anständige moralinfreie Moral, die in jedes Milieu paßt, nicht nur in das Kleinbürgermilieu dieser Erzählungen: seid anständig zueinander, helft einander, durch dick und dünn.“

Diese positiven Einschätzungen setzten sich nach 1945 fort. Erstaunt vermerkt Marianne Bäumler in ihrer Dissertation von 1983 das Fehlen kritischer Stellungnahmen zum Werk Kästners sowohl in Feuilleton als auch in der Germanistik.
Nach Ansicht Marcel Reich-Ranickis liebte Kästner „das Spiel mit vertauschten Rollen“. Er sah die Leser seiner Essays als Kinder und die Leser seiner Kinderbücher als Erwachsene an. Diejenigen, die in seinen Büchern über einen gesunden Menschenverstand verfügen, sind die Kinder und Halbwüchsigen. Sie verfolgen und fassen den Dieb, und die Ordnung wird hierdurch wiederhergestellt (Emil und die Detektive). Nicht die Eltern erziehen ihre Kinder – Erzieher sind die Kinder, die ihre Eltern zur Räson bringen (Das doppelte Lottchen). Kinder empfanden die meisten seiner Kinderbücher als wahr, weil sie oft das Milieu zeigten, das ihnen vertraut war, seien es die Höfe Berlins oder einfach „dem Volk aufs Maul geschaut“. Er habe die Alltagssprache in seinen Büchern fixiert und damit den Kinderroman Emil und die Detektive in die Neue Sachlichkeit eingebunden.

## Bibliografie

### Einzelausgaben

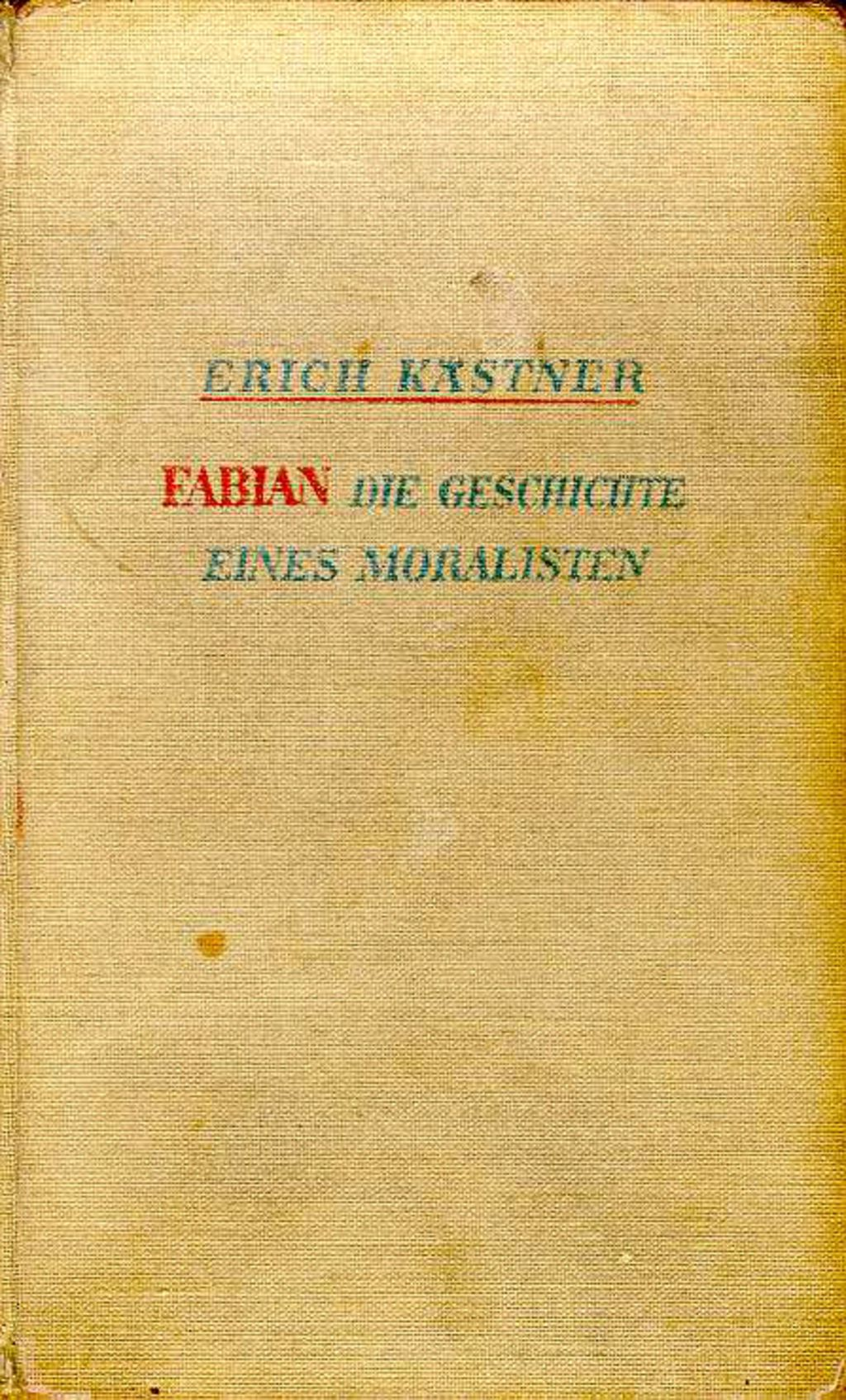
Einbanddeckel von Fabian. Die Geschichte eines Moralisten, 1931

- Friedrich der Große und die deutsche Literatur. Die Erwiderungen auf seine Schrift „De la littérature allemande“. Dissertation Leipzig 1925. Druckausgabe: Kohlhammer, Stuttgart u. a. 1972, ISBN 3-17-087238-9.
- Herz auf Taille. Leipzig, Wien 1928 (illustriert von Erich Ohser).
- Emil und die Detektive. Ein Roman für Kinder Williams & Co, Berlin-Grunewald 1929 (illustriert von Walter Trier).
- Lärm im Spiegel. C. Weller Co. Verlag, Leipzig u. Wien 1929 (illustriert von Rudolf Grossmann). Neuausgabe: Cecilie Dressler Verlag, Berlin 1963.
- Leben in dieser Zeit. Lyrische Suite in 3 Sätzen. Musik von Eduard Nick. Berlin 1929.
- Arthur mit dem langen Arm. Ein Bilderbuch. Berlin-Grunewald 1930 (illustriert von Walter Trier).
- Emil und die Detektive. Ein Theaterstück für Kinder. Berlin 1930 (Bühnenmanuskript).
- Das verhexte Telefon. Ein Bilderbuch. Berlin-Grunewald 1930 (illustriert von Walter Trier).
- Ein Mann gibt Auskunft. 1930 (illustriert von Erich Ohser).
- Fabian. Die Geschichte eines Moralisten. 1931. Neuausgabe unter dem Titel: Der Gang vor die Hunde. Atrium Verlag, Zürich 2013.
- Pünktchen und Anton. Ein Roman für Kinder. Berlin-Grunewald 1931 (illustriert von Walter Trier).
- Gesang zwischen den Stühlen. Stuttgart, Berlin 1932.
- Der 35. Mai oder Konrad reitet in die Südsee. Berlin-Grunewald 1932 (illustriert von Walter Trier).
- Das fliegende Klassenzimmer. Ein Roman für Kinder. Stuttgart 1933 (illustriert von Walter Trier).
- Drei Männer im Schnee. Eine Erzählung. Zürich 1934.
- Emil und die drei Zwillinge. Die zweite Geschichte von Emil und den Detektiven. Basel, Wien, Mährisch-Ostrau 1935 (illustriert von Walter Trier).
- Die verschwundene Miniatur oder auch Die Abenteuer eines empfindsamen Fleischermeisters. Basel, Wien, Mährisch-Ostrau 1936.
- Doktor Erich Kästners Lyrische Hausapotheke Ein Taschenbuch. Enthält alte und neue Gedichte des Verfassers für den Hausbedarf der Leser. Nebst einem Vorwort und einer nutzbringenden Gebrauchsanweisung samt Register. Basel, Wien, Mährisch-Ostrau 1936.
- Der Zauberlehrling. Romanfragment. 1936. Neuauflage: Atrium Verlag, Zürich 2016, ISBN 978-3-85535-399-6.
- Georg und die Zwischenfälle. Basel, Mährisch-Ostrau 1938. Nachkriegsausgaben unter dem Titel: Der kleine Grenzverkehr.
- Till Eulenspiegel. Zwölf seiner Geschichten frei nacherzählt von Erich Kästner. Zürich 1938 (illustriert von Walter Trier).
- Bei Durchsicht meiner Bücher. Eine Auswahl aus vier Versbänden. Zürich, Stuttgart, Hamburg 1946. Neuausgabe: Atrium, Zürich 1985, ISBN 3-85535-912-1.
- Kurz und bündig. Epigramme. Vereinigung Oltner Bücherfreunde Olten 1948.
- Der tägliche Kram. Chansons und Prosa 1945–1948. Singen/Hohentwiel 1948.
- Die Konferenz der Tiere. Ein Buch für Kinder und Kenner. Nach einer Idee von Jella Lepman. Zürich u. a. 1949 (illustriert von Walter Trier).
- Das doppelte Lottchen. Ein Roman für Kinder. Zürich, Berlin 1949 (illustriert von Walter Trier).
- Der gestiefelte Kater. Nacherzählt von Erich Kästner. Zürich, Wien, Heidelberg 1950 (illustriert von Walter Trier).
- Des Freiherrn von Münchhausen wunderbare Reisen und Abenteuer zu Wasser und zu Lande. Nacherzählt von Erich Kästner. Zürich, Wien, Heidelberg 1951 (illustriert von Walter Trier).
- Die kleine Freiheit. Chansons und Prosa 1949–1952. Zürich, Berlin 1952.
- Die Schildbürger. Nacherzählt von Erich Kästner. Zürich, Wien, Heidelberg 1954 (illustriert von Horst Lemke).
- Die dreizehn Monate. Zürich, Berlin 1955 (mit Zeichnungen von Richard Seewald).
- Eine Auswahl. Zürich, Berlin 1956.
- Leben und Taten des scharfsinnigen Ritters Don Quichotte. Nacherzählt von Erich Kästner. Zürich, Wien, Heidelberg 1956 (illustriert von Horst Lemke).
- Die Schule der Diktatoren. Eine Komödie in neun Bildern. Zürich 1956 (illustriert von Chaval).
- Als ich ein kleiner Junge war. Zürich, Berlin 1957 (illustriert von Horst Lemke).
- Rede zur Verleihung des Georg-Büchner-Preises 1957. Zürich 1957.
- Über das Nichtlesen von Büchern. Ein imaginärer Vortrag auf dem deutschen Büchermarkt über denselben. Nichtgehalten und mitstenographiert von Erich Kästner. Nichterlebt und mitgezeichnet von Paul Flora. Frankfurt am Main 1958.[81]
- Über das Verbrennen von Büchern. Den Freunden des Verlages zum Jahresbeginn 1959. Kiepenheuer & Witsch, Köln 1958.
- Die Ballade vom Nachahmungstrieb. 1959.
- Münchhausen. Ein Drehbuch. Frankfurt am Main 1960.
- Gullivers Reisen. Nacherzählt von Erich Kästner. Zürich, Wien, Heidelberg 1961 (illustriert von Horst Lemke).
- Notabene 45. Ein Tagebuch. 1961 (literarisches Tagebuch, Februar–August 1945; illustriert von Paul Flora). Neuauflage: Atrium Verlag, Zürich 2012, ISBN 978-3-85535-386-6.
- Das Schwein beim Friseur und anderes. Zürich, Berlin 1962 (illustriert von Horst Lemke).
- Wieso? Warum? Ausgewählte Gedichte 1928–1955. Berlin 1962.
- Der kleine Mann. Zürich, Berlin 1963 (illustriert von Horst Lemke).
- Warnung vor Selbstschüssen. Ausgewählte Gedichte. Berlin 1966.
- Der kleine Mann und die kleine Miss. Zürich, Berlin 1967 (illustriert von Horst Lemke).
- … was nicht in euren Lesebüchern steht. 1968.

Posthum
- Das Blaue Buch: Geheimes Kriegstagebuch 1941–1945. Herausgegeben von Sven Hanuschek, Silke Becker und Ulrich von Bülow. Atrium Verlag, Zürich 2018, ISBN 978-3-85535-019-3.
- Klaus im Schrank oder Das verkehrte Weihnachtsfest. Theaterstück, 1927 (Uraufführung 3. November 2013 am Staatsschauspiel Dresden.[82]).

Übersetzungen
- James M. Barrie: Peter Pan oder das Märchen vom Jungen, der nicht groß werden wollte. Ein Stück in fünf Akten. Berlin-Charlottenburg 1951 (Bühnenmanuskript).
- T. S. Eliot: Old Possums Katzenbuch. Englisch und Deutsch. Berlin, Frankfurt a. M. 1952.

Pseudonym erschienene Theaterstücke
Die folgenden Theaterstücke wurden von Kästner vorwiegend in Zusammenarbeit mit anderen Autoren verfasst und erschienen pseudonym als Bühnenmanuskript.
- Robert Neuner [Pseudonym für Werner Buhre und Erich Kästner]: Das lebenslängliche Kind. Ein Lustspiel in vier Akten. Berlin 1934.
- Eberhard Foerster [Pseudonym für Eberhard Keindorff und Erich Kästner]: Verwandte sind auch Menschen. Lustspiel in drei Akten. Berlin 1937.
- Hans Brühl [Pseudonym für Erich Kästner und Martin Kessel]: Willkommen in Mergenthal. Lustspiel. Berlin 1935.
- Eberhard Foerster [Pseudonym für Eberhard Keindorff und Erich Kästner]: Die Frau nach Maß. Ein Lustspiel in fünf Akten. Berlin 1938.
- Eberhard Foerster [Pseudonym für Eberhard Keindorff und Erich Kästner]: Das goldene Dach. Eine Komödie. Berlin 1939.
- Eberhard Foerster [Pseudonym für Eberhard Keindorff und Erich Kästner]: Seine Majestät Gustav Krause. Eine Komödie in drei Akten. Berlin 1940.
- Robert Neuner [Pseudonym für Werner Buhre und Erich Kästner]: Das lebenslängliche Kind. Ein Lustspiel in vier Akten. Vereinfachte Fassung. Berlin 1940.
- Melchior Kurtz [Pseudonym für Erich Kästner]: Zu treuen Händen. Komödie. Hamburg 1948

### Briefe
- Briefe aus dem Tessin. Die Arche, Zürich 1977, ISBN 3-7160-1591-1. Neuaufgelegt als: Briefe an die Doppelschätze. Die Arche, Zürich 1995, ISBN 3-7160-2192-X.
- Mein liebes, gutes Muttchen, Du! Dein oller Junge. Briefe und Postkarten aus 30 Jahren. Ausgewählt und eingeleitet von Luiselotte Enderle. Hamburg 1981. Taschenbuchausgabe: Goldmann, München 1984, ISBN 3-442-06745-6.
- Dieses Na ja!, wenn man das nicht hätte! Ausgewählte Briefe von 1909–1972, hrsg. von Sven Hanuschek. Atrium, Zürich 2003, ISBN 3-85535-944-X.

### Werkausgaben
- Gesammelte Schriften. Vorwort von Hermann Kesten. 7 Bände. Zürich, Berlin, Köln 1959.
- Gesammelte Schriften für Erwachsene. 8 Bände. Droemer, München 1969 (Ausgabe letzter Hand).
  - Band 1: Gedichte.
  - Band 2: Romane 1.
  - Band 3: Romane 2.
  - Band 4: Romane 3.
  - Band 5: Theater.
  - Band 6: Vermischte Beiträge 1.
  - Band 7: Vermischte Beiträge 2.
  - Band 8: Vermischte Beiträge 3.
- Kästner für Erwachsene. Ausgewählte Schriften. Einleitung von Hermann Kesten. Lebensbeschreibung von Luiselotte Enderle. Mit Zeichnungen von Erich Ohser. 4 Bände. Zürich 1983.
- Kästner für Kinder. 2 Bände. Zürich 1985.
- Werke. Herausgegeben von Franz Josef Görtz. 9 Bände. Hanser, München, ISBN 3-446-19564-5.
  - Band 1: Zeitgenossen, haufenweise : Gedichte. Herausgegeben von Harald Hartung. 1998.
    - Herz auf Taille. 
    - Lärm im Spiegel. 
    - Ein Mann gibt Auskunft. 
    - Gesang zwischen den Stühlen. 
    - Nachlese. 
    - Kurz und bündig. 
    - Die dreizehn Monate. 
    - Nachlese zur Nachlese. 
    - Epigramme aus dem Nachlaß

  - Band 2: Wir sind so frei : Chanson, Kabarett, Kleine Prosa. Herausgegeben von Hermann Kurzke. 1998.
    - Der tägliche Kram. 
    - Die Kleine Freiheit. 
    - Kabarettpoesie: Nachlese 1929-1953

  - Band 3: Möblierte Herren : Romane I. Herausgegeben von Beate Pinkerneil. 1998.
    - Fabian. 
    - Fabian und die Sittenrichter. 
    - Fabian und die Kunstrichter. 
    - Der Herr ohne Blinddarm. 
    - Die Doppelgänger. 
    - Der Zauberlehrling.
    - Briefe an mich selber. 
    - Kurze Geschichten und Kurzgeschichten

  - Band 4: Jungesellen auf Reisen : Romane II. Herausgegeben von Helmuth Kiesel. 1998.
    - Drei Männer im Schnee 
    - Die verschwundene Miniatur 
    - Der kleine Grenzverkehr 

  - Band 5: Trojanische Esel : Theater, Hörspiel, Film. Herausgegeben von Thomas Anz. 1998.
    - Leben in dieser Zeit. 
    - Münchhausen. 
    - Zu treuen Händen. 
    - Das Haus Erinnerung. 
    - Chauvelin oder Lang lebe der König. 
    - Die Schule der Diktatoren. 
    - Dann schon lieber Lebertran ... 
    - Verwandte sind auch Menschen. 

  - Band 6: Splitter und Balken : Publizistik. Herausgegeben von Hans Sarkowicz. 1998.
    - Rund um die Plakatsäulen. 
    - Notabene 45. 
    - Neues von Gestern. 
    - Reden und Vorreden

  - Band 7: Parole Emil : Romane für Kinder I. Herausgegeben von Franz Josef Görtz. 1998.
    - Als ich ein kleiner Junge war 
    - Kindergeschichten für Erwachsene 
    - Emil und die Detektive
    - Emil und die drei Zwillinge 
    - Pünktchen und Anton 
    - Der 35. Mai oder Konrad reitet in die Südsee

  - Band 8: Eintritt frei! Kinder die Hälfte! : Romane für Kinder II. Herausgegeben von Franz Josef Görtz. 1998.
    - Arthur mit dem langen Arm
    - Das verhexte Telefon
    - Das fliegende Klassenzimmer
    - Das doppelte Lottchen
    - Die Konferenz der Tiere
    - Das Schwein beim Friseur
    - Der kleine Mann
    - Der kleine Mann und die kleine Miss 

  - Band 9: Maskenspiele : Nacherzählungen. Herausgegeben von Sybil Gräfin Schönfeldt. 2002.
    - Till Eulenspiegel 
    - Der Gestiefelte Kater 
    - Des Freiherrn von Münchhausen wunderbare Reisen und Abenteuer zu Wasser und zu Lande 
    - Die Schildbürger 
    - Leben und Taten des scharfsinnigen Ritters Don Quichotte 
    - Gullivers Reisen

### Sammelausgaben
Die folgenden chronologisch geordneten Ausgaben wurden nicht von Kästner selbst herausgegeben:
- Friedrich Rasche (Hrsg.): Große Zeiten – kleine Auswahl. Hannover 1959.
- Jochen Ziller (Hrsg.): Die Schule der Diktatoren und noch mehr Theater. Atrium, Zürich 1959. Weitere Ausgabe: Dialog, Berlin 1979.
- Rolf Hochhuth (Hrsg.): Das Erich-Kästner-Buch. Gedichte und Prosa. Gütersloh 1961.
- Rudolf Walter Leonhardt (Hrsg.): Kästner für Erwachsene. S. Fischer Verlag, Frankfurt am Main 1966.
- Walter Püschel (Hrsg.): Kennst Du das Land, wo die Kanonen blühn? Gedichte und Lieder zwischen zwei Kriegen. Illustriert von Herbert Sandberg. Berlin 1967.
- Richard Christ (Hrsg.): Da samma wieda! Geschichte in Geschichten. Berlin 1969.
- Christian Strich (Hrsg.): Das Erich Kästner Lesebuch. Diogenes Verlag, Zürich 1978, ISBN 3-257-20515-5.
- Volker Ladenthin (Hrsg.): Erich Kästner Gedichte. Reclam, Stuttgart 1987, ISBN 3-15-008373-7.
- Sylvia List (Hrsg.): Das große Erich-Kästner-Buch. Mit einem Geleitwort von Hermann Kesten. Atrium, Zürich 2002, ISBN 3-85535-945-8.
- Gerhard Seidel (Hrsg.): Die Zeit fährt Auto. Gedichte. Leipzig 1968.
- Alfred Klein (Hrsg.): Gemischte Gefühle. Literarische Publizistik aus der „Neuen Leipziger Zeitung“ 1923–1933. 2 Bände. Atrium, Zürich 1989, ISBN 3-85535-998-9.
- Die Gedichte. Alle Gedichte vom ersten Band „Herz auf Taille“ bis zum letzten „Die dreizehn Monate“. Haffmans Verlag bei Zweitausendeins, Frankfurt am Main 2010, ISBN 978-3-942048-20-0.
- Sven Hanuschek (Hrsg.): Der Herr aus Glas. Erzählungen. Atrium, Zürich 2015, ISBN 978-3-85535-411-5.
- Sven Hanuschek (Hrsg.): Resignation ist kein Gesichtspunkt. Politische Reden und Feuilletons. Atrium, Zürich 2023, ISBN 978-3-85535-133-6.

### Hörbücher
- Gert Fröbe liest aus Doktor Erich Kästners Lyrische Hausapotheke. 1 CD, 34 Min., 1988. Kein & Aber Records, Zürich 2003, ISBN 3-0369-1137-5.
- Das Beste von Erich Kästner. I. 3 CDs, 155 Min., Teil 1, mit den Hörspielen Emil und die Detektive, Das fliegende Klassenzimmer, Pünktchen und Anton. Sprecher: Heinz Schimmelpfennig, Erich Kästner, Heinz Reincke. Oetinger Media, Hamburg 2014, ISBN 978-3-8373-0714-6.
- Das Beste von Erich Kästner. II. 3 CDs, 165 Min., Teil 2, Hörspiele: Das doppelte Lottchen, Die Konferenz der Tiere, Als ich ein kleiner Junge war. Sprecher: Hans Söhnker, Martin Held, Heinz Drache. Oetinger Media, Hamburg 2017, ISBN 978-3-8373-0993-5.
- Erich Kästner liest seine Eulenspiegel-Bearbeitung (1955)

## Adaptionen

### Verfilmungen
Mehr als 40 Filme sind in vielen Ländern nach Kästners Werken oder mit von ihm entworfenen Drehbüchern entstanden, die bekanntesten sind:
- 1931: Dann schon lieber Lebertran. Regie: Max Ophüls (mit Alfred Braun, Käthe Haack, Hannelore Schroth, Gert Klein u. a.)
- 1931: Emil und die Detektive. Regie: Gerhard Lamprecht; Drehbuch: Billy Wilder (als: Billie Wilder) (mit Rolf Wenkhaus und Käthe Haack)
- 1935: Emil and the Detectives. Regie: Milton Rosmer
- 1936: Tři muži ve sněhu. Tschechische Version von Drei Männer im Schnee
- 1936: Stackars miljonärer. Schwedische Version von Drei Männer im Schnee
- 1938: Drei Männer im Paradies (Paradise for Three). Regie: Edward Buzzell (mit Robert Young, Mary Astor und Sig Ruman). Verfilmung von Drei Männer im Schnee
- 1940: Frau nach Maß. Regie: Helmut Käutner (mit Hans Söhnker)
- 1943: Münchhausen. Regie: Josef von Báky, Drehbuch: Erich Kästner als Berthold Bürger (mit Hans Albers und Brigitte Horney)
- 1943: Der kleine Grenzverkehr. Regie: Hans Deppe, Drehbuch: Erich Kästner als Berthold Bürger (mit Willy Fritsch)
- 1943: Ich vertraue Dir meine Frau an. Regie: Kurt Hoffmann, Drehbuch: Erich Kästner als Berthold Bürger (mit Heinz Rühmann)
- 1950: Das doppelte Lottchen. Regie: Josef von Báky (mit Antje Weisgerber)
- 1953: Twice upon a Time. Regie: Emeric Pressburger (britische Version vom Doppelten Lottchen)
- 1953: Pünktchen und Anton. Regie: Thomas Engel (mit Hertha Feiler, Paul Klinger und Jane Tilden)
- 1954: Emil und die Detektive. Regie: Robert A. Stemmle (mit Peter Finkbeiner und Heli Finkenzeller)
- 1954: Die verschwundene Miniatur. Regie: Carl-Heinz Schroth
- 1954: Das fliegende Klassenzimmer. Regie: Kurt Hoffmann (mit Paul Dahlke, Paul Klinger und Erich Ponto)
- 1955: Drei Männer im Schnee. Regie: Kurt Hoffmann (mit Paul Dahlke, Günther Lüders, Claus Biederstaedt und Nicole Heesters)
- 1956: Salzburger Geschichten. Regie: Kurt Hoffmann, Drehbuch: Erich Kästner (mit Marianne Koch, Paul Hubschmid; Verfilmung des Romans Der kleine Grenzverkehr)
- 1961: Die Vermählung ihrer Eltern geben bekannt (The Parent Trap). Regie: David Swift (mit Hayley Mills, Brian Keith und Maureen O’Hara – US-amerikanische Version vom Doppelten Lottchen)
- 1963: Liebe will gelernt sein. Regie: Kurt Hoffmann (mit Martin Held, Barbara Rütting und Götz George)
- 1964: Emil and the Detectives. Regie: Peter Tewksbury (mit Walter Slezak und Heinz Schubert)
- 1969: Die Konferenz der Tiere. Zeichentrickfilm von Curt Linda
- 1973: Das fliegende Klassenzimmer. Regie: Werner Jacobs (mit Joachim Fuchsberger und Heinz Reincke)
- 1974: Drei Männer im Schnee – Regie: Alfred Vohrer (mit Klaus Schwarzkopf, Roberto Blanco, Thomas Fritsch und Susanne Uhlen)
- 1980: Fabian. Regie: Wolf Gremm (mit Hans Peter Hallwachs)
- 1994: Charlie & Louise – Das doppelte Lottchen. Regie: Joseph Vilsmaier (mit Corinna Harfouch und Heiner Lauterbach sowie Fritzi und Floriane Eichhorn)
- 1998: Ein Zwilling kommt selten allein. (The Parent Trap). Regie: Nancy Meyers (mit Dennis Quaid, Lindsay Lohan – eine weitere US-Fassung des Doppelten Lottchens)
- 1999: Pünktchen und Anton. Regie: Caroline Link (mit Juliane Köhler, August Zirner und Meret Becker)
- 2001: Emil und die Detektive. Regie: Franziska Buch (mit Jürgen Vogel, Maria Schrader und Kai Wiesinger)
- 2003: Das fliegende Klassenzimmer. Regie: Tomy Wigand (mit Ulrich Noethen, Sebastian Koch und Piet Klocke)
- 2007: Das doppelte Lottchen. (Animationsfilm)
- 2010: Konferenz der Tiere. (Animationsfilm)
- 2017: Das doppelte Lottchen. Regie: Lancelot von Naso (mit Mia & Delphine Lohmann, Alwara Höfels und Florian Stetter)
- 2021: Fabian oder Der Gang vor die Hunde. Regie: Dominik Graf (mit Tom Schilling, Saskia Rosendahl und Albrecht Schuch)
- 2023: Das fliegende Klassenzimmer. Regie: Carolina Hellsgård (mit Tom Schilling, Trystan Pütter und Hannah Herzsprung)

### Bühnenbearbeitungen
- 1940: Der Millionär im Dachstübli. Musikalisches Lustspiel von Albert Jenny nach Erich Kästners Drei Männer im Schnee. Für die Schulbühne bearbeitet: 11 Nummern (Lieder, Duette, Chöre, Orchesterstücke) (1940), Uraufführung: Kollegium St. Fidelis in Stans, Februar 1940.
- 1947: Pünktchen und Anton. Regie: Hugo Schrader (Gastspiel Bühne der Jugend in der Neuen Scala Berlin)[83]
- 2001: Emil und die Detektive. Musical. Musik: Marc Schubring, Text: Wolfgang Adenberg. UA: 11. November 2001, Stella Musical Theater, Berlin[84]
- 2005: Als ich ein kleiner Junge war. Regie und Schauspiel: Walter Sittler (Solo). UA: 2005[85][86]
- 2013: Klaus im Schrank oder Das verkehrte Weihnachtsfest. Theaterstück von 1927, Regie: Susanne Lietzow, UA: 3. November 2013 am Staatsschauspiel Dresden.[82]
- 2011: Pünktchen und Anton. Musical. Musik: Marc Schubring, Text: Wolfgang Adenberg
- 2015: Fabian – Der Gang vor die Hunde. Adaption von Peter Kleinert. Koproduktion mit der Hochschule für Schauspielkunst „Ernst Busch“ Berlin. UA: 24. Januar 2015, Berliner Schaubühne.[87]
- 2017: Kästner PUR. Der Zukunft werden sacht die Füße kalt. Von Timo Matzolleck u. a. nach Erich Kästners Der tägliche Kram und gesammelter Lyrik. UA: 3. Februar 2017, Kammertheater Der Kleine Bühnenboden, Münster.[88]
- 2017: Fabian oder Der Gang vor die Hunde. Schauspielhaus Düsseldorf, Regie: Bernadette Sonnenbichler, UA: 14. Oktober 2017.[89]
- 2019: Fabian. Deutsches Theater Berlin, Regie: Alexander Riemenschneider, UA: 23. Februar 2019, Box.[90]

Über Kästner
- Erich Kästner – Schriftsteller für Kinder und Erwachsene, Regie: Eva Hassencamp, Sprecher: Herbert Mulzer (Dokumentation)
- 2017: Parole Kästner! Regie: Jan-Christoph Gockel, unter Verwendung von Originaltexten, Tondokumenten u. a., UA: 26. November 2017 am Staatsschauspiel Dresden, Kleines Haus 1.[91]
- 2019: Erich Kästner – Fort von hier! Eine Eisenbahnfahrt nach Warnemünde mit Liedern, Gedichten und Texten von Erich Kästner. Regie: Sonja Hilberger, unter Verwendung von Originaltexten, UA: 14. Dezember 2019 am Volkstheater Rostock, Kleine Komödie Warnemünde.[92][93]

## Auszeichnungen
- 1951: Deutscher Filmpreis für das beste Drehbuch Das doppelte Lottchen
- 1956: Literaturpreis der Landeshauptstadt München
- 1957: Georg-Büchner-Preis
- 1959: Großes Bundesverdienstkreuz
- 1960: Hans Christian Andersen Preis (Hans-Christian-Andersen-Medaille)
- 1968: Lessing-Ring (zusammen mit dem Literaturpreis der deutschen Freimaurer)
- 1969: Filmband in Gold für langjähriges und hervorragendes Wirken im deutschen Film
- 1970: Kultureller Ehrenpreis der Landeshauptstadt München
- 1974: Goldene Ehrenmünze der Landeshauptstadt München

### Weitere Ehrungen

Erich Kästner-Schule (Grundschule der Stadt Leipzig)

Nach Kästner sind in Deutschland 96 Straßen und über 100 Erich Kästner-Schulen benannt. Diese nutzen die Freiheit bei Eigennamen der Rechtschreibregeln zur Durchkopplung und verwenden die Schreibweise „Erich Kästner-Schule“ oder „Erich Kästner Schule“. Damit folgen sie einem ausdrücklichen Wunsch Kästners.
Der Asteroid (12318) Kästner erhielt den Namen von Erich Kästner.
Zum 100. Geburtstag Kästners gab die Deutsche Post im Briefmarken-Jahrgang 1999 ein Sonderpostwertzeichen mit einem Motiv aus Emil und die Detektive und dem Nennwert 3 Deutsche Mark heraus (Michel-Nr. 2035).
Zu Kästners 125. Geburtstag wurde am 1. Februar 2024 eine Sonderbriefmarke mit zwei Porträts im Wert von 85 Cent ausgegeben. Ferner wird zum 5. September 2024 eine 20-Euro-Silber-Gedenkmünze herausgegeben.
Seit 2004 trägt einer der Sterne der Satire – Walk of Fame des Kabaretts Kästners Namen.
Kästners Namen tragen auch der Erich Kästner Preis für Literatur der Erich Kästner Gesellschaft, der Erich Kästner-Preis des Presseclubs Dresden sowie die Erich Kästner Bibliothek in Oberschwarzach.

## Erinnerungsstätten

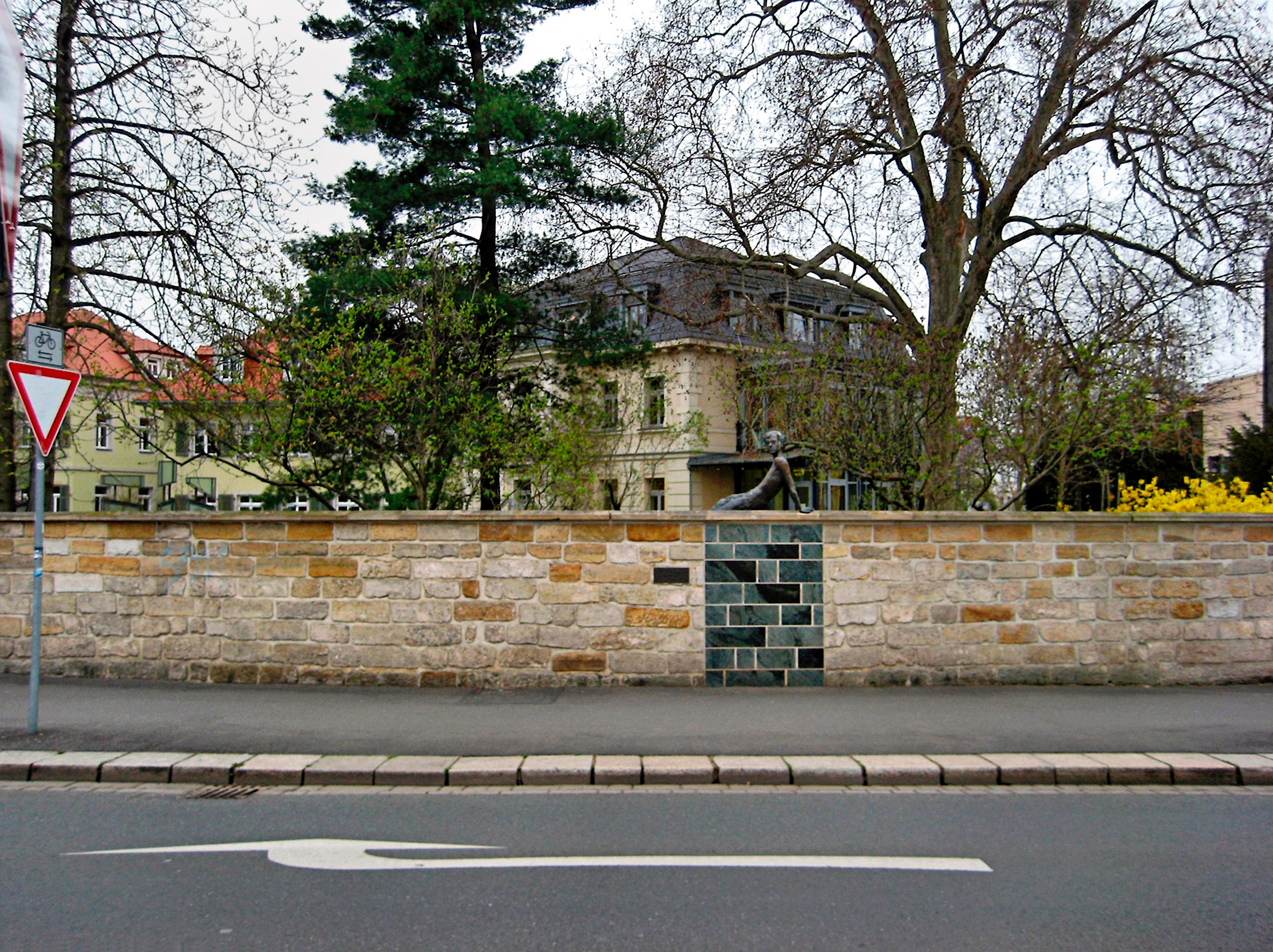
Erich Kästner Museum mit Kästner-Plastik am Albertplatz

In Dresden-Neustadt (Antonstraße 1 am Albertplatz) befindet sich in der Villa Augustin das Erich Kästner Museum, für das sich ein Förderverein engagiert. Dort wurde auch eine Bronze-Plastik auf eine Mauer gesetzt, die Kästner als sitzenden Jungen darstellt: „Am liebsten hockte ich auf der Gartenmauer und schaute dem Leben und Treiben auf dem Albertplatz zu. Die Straßenbahnen (…) hielten dicht vor meinem Auge, als täten sie’s mir zuliebe.“ Die Kästner-Plastik wurde von dem ungarischen Bildhauer und Maler Mátyás Varga erschaffen, einem Sohn von Imre Varga. An seinem Geburtshaus in der nahegelegenen Königsbrücker Straße 66 ist eine Erinnerungstafel angebracht. Berlin ehrt Kästner mit gegenwärtig zwei Gedenktafeln an dessen früheren Wohnungen: am Haus Parkstraße 3a in Berlin-Hermsdorf und in der heutigen Prager Straße 6–10 in Berlin-Wilmersdorf. Am langjährigen Wohnort Kästners in Berlin-Charlottenburg, Roscherstraße 16, (1929–1944) wurde keine Erinnerungstafel angebracht. Ein anderes Denkmal, einige von Kästners Büchern symbolisierend, dazu ein Hut und ein Aschenbecher, steht in Dresden am Albertplatz.

### Nachlass
Das Erich Kästner Kinderdorf in Oberschwarzach im Landkreis Schweinfurt bewahrt nach dem Wunsch Erich Kästners und Luiselotte Enderles seit Anfang der 1990er Jahre den Nachlass Kästners, darunter 8200 Bücher aus seiner Privatbibliothek und zahlreiche Gegenstände aus seinem Alltag.
Kästners schriftlicher Nachlass liegt im Deutschen Literaturarchiv Marbach. Teile davon sind im Literaturmuseum der Moderne in Marbach in der Dauerausstellung zu sehen, dazu gehören die Typoskripte seiner Romane Emil und die Detektive und Fabian.

Erinnerung und Gedenken
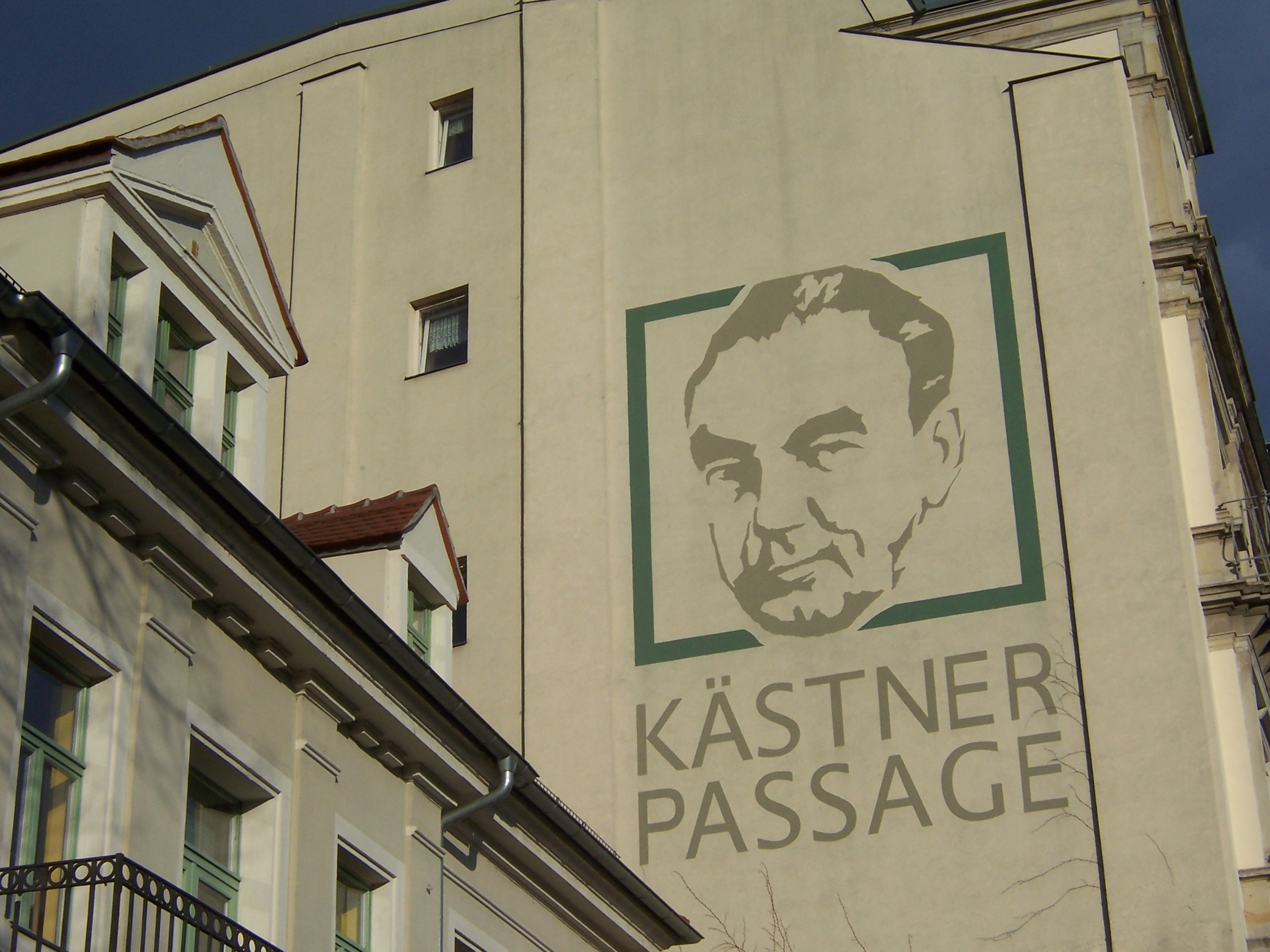
Erich Kästners Porträt an einem Haus der sogenannten Kästner-Passage in der Dresdner Neustadt
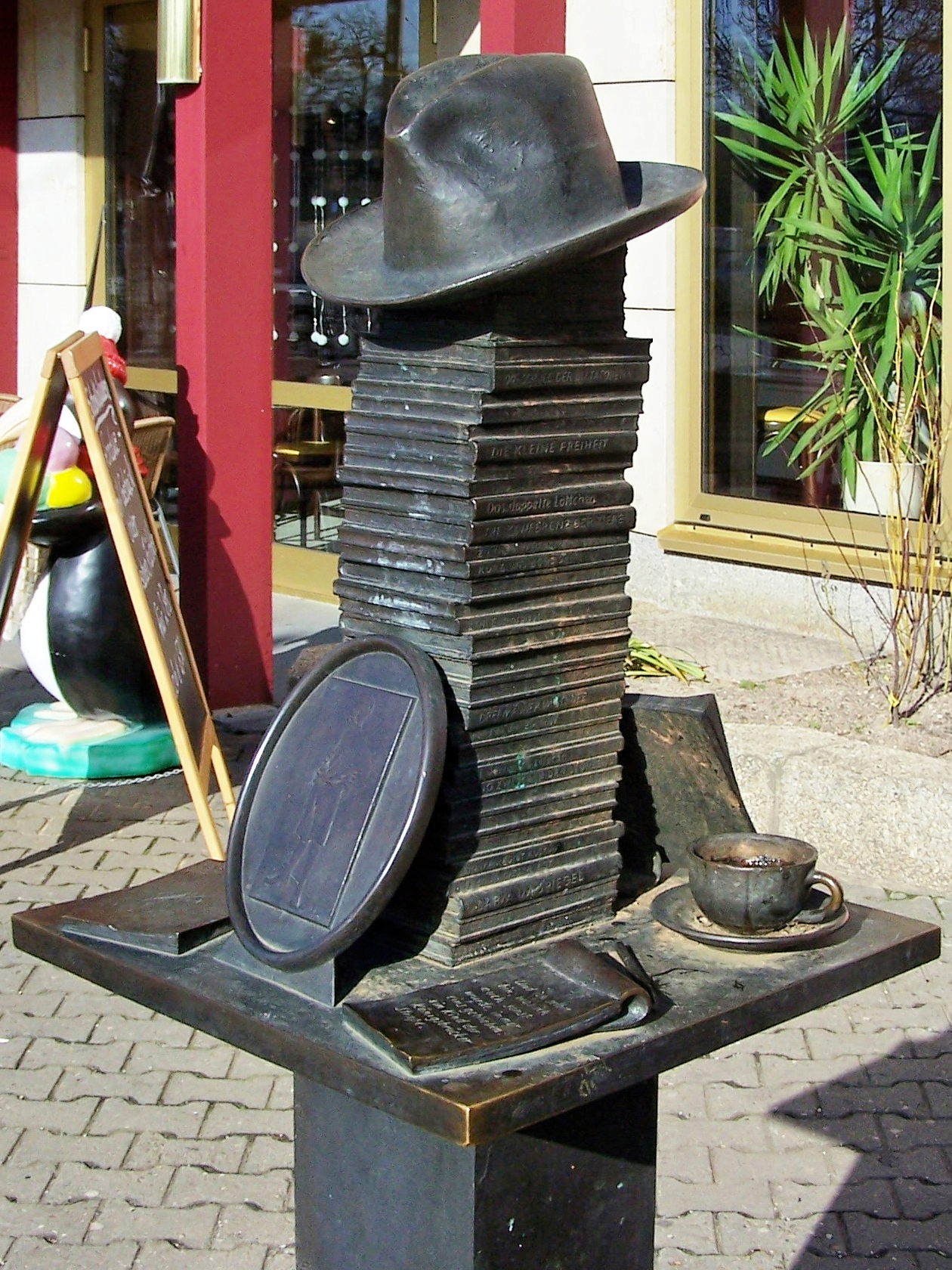
Denkmal am Albertplatz in Dresden
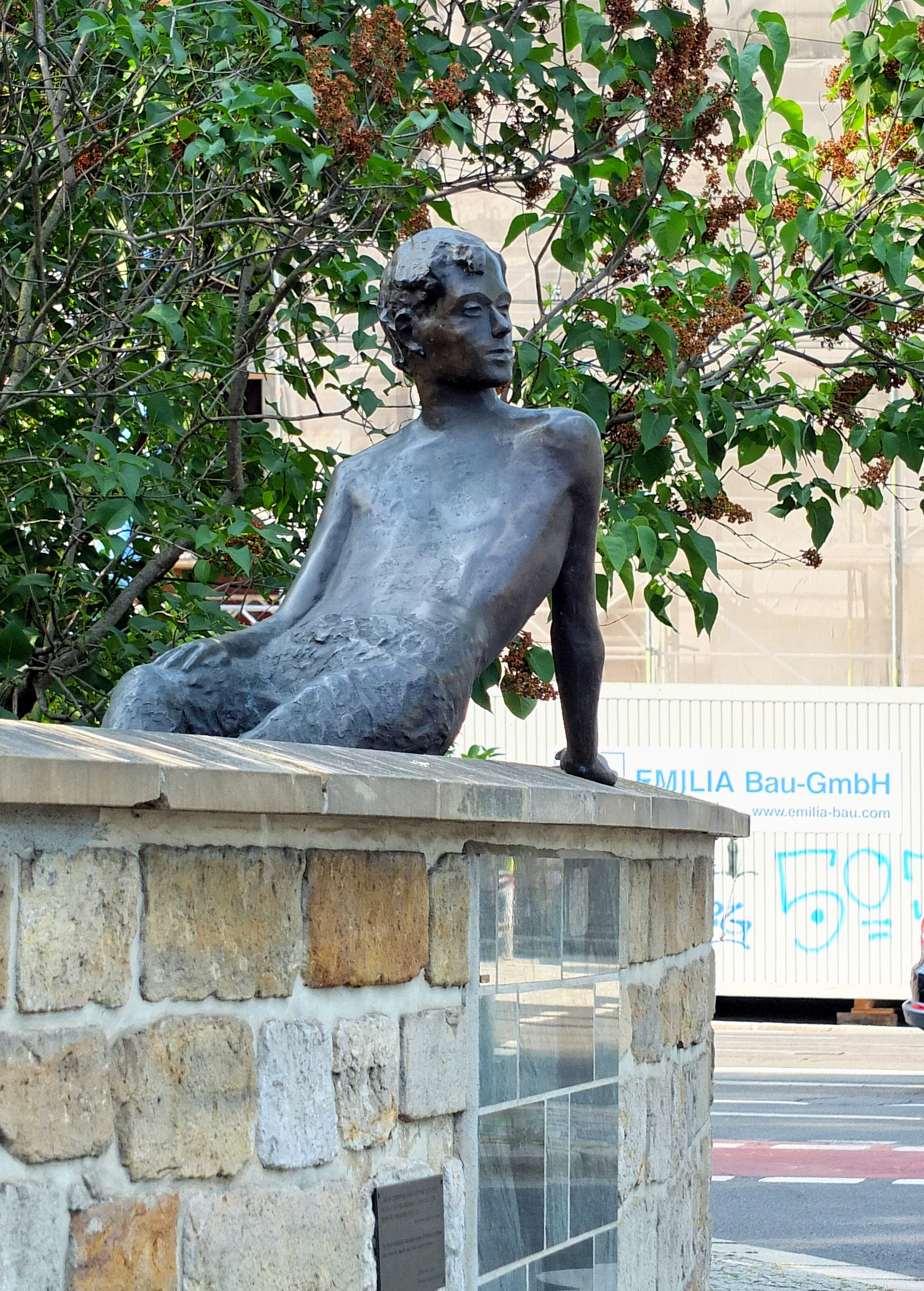
Bronzeplastik von Mátyás Varga[100] auf der Mauer des Erich Kästner Museums in Dresden
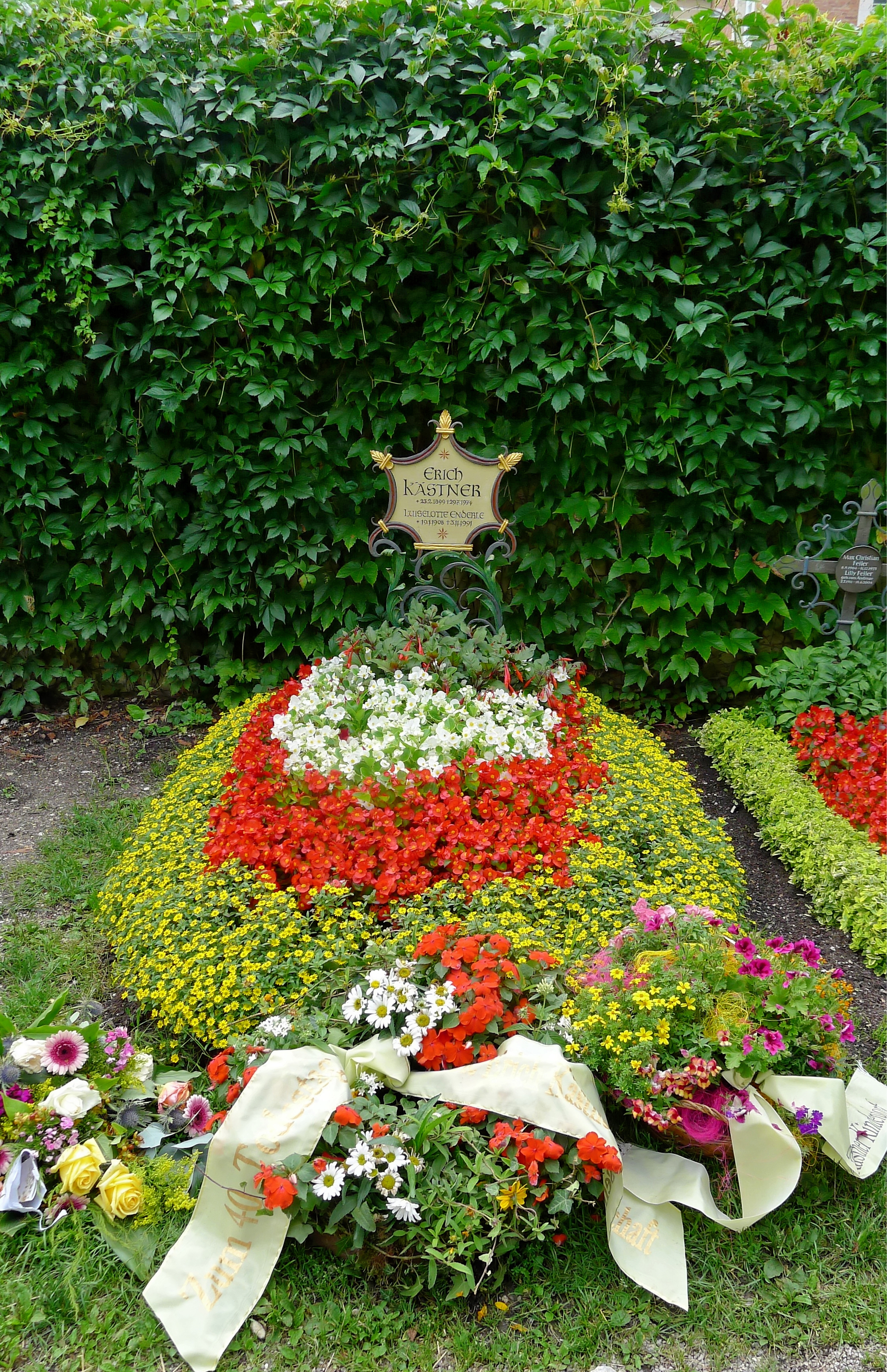
Das zum 40. Todestag geschmückte Grab Erich Kästners auf dem Bogenhausener Friedhof in München

### Förderverein
2014 gründete sich der Förderverein Erich Kästner Forschung e. V. mit Sitz in München, der unter dem Reihentitel Erich Kästner-Studien Publikationen über Kästner herausgibt. Der Verein fördert wissenschaftliche und kulturelle Aktivitäten zu Kästners Leben, Werk und Wirkung, darunter Tagungen, Vorträge, Workshops und kulturelle Veranstaltungen.

## Filme und Dokumentationen
- Bürgerschreck und Menschenfreund. Erich Kästner zum hundertsten Geburtstag. Fernsehfilm von Michael Bauer. Hessischer Rundfunk 1999, 45 Minuten.
- Das verlorene Gesicht. Eine Reise mit Erich Kästner. Fernsehfilm von Heinrich Breloer. Westdeutscher Rundfunk 1986, 75 Minuten.
- Erich Kästner. Die Geschichte eines lächelnden Moralisten. Fernsehfilm von Siegfried Schneider. Bayerischer Rundfunk 1999, 45 Minuten.
- Erich Kästner – Das andere Ich. Dokumentarfilm mit szenischer Dokumentation, Deutschland, 2016, 53:55 Min., Buch und Regie: Annette Baumeister, Produktion: Gebrüder Beetz Filmproduktion, NDR, arte, WDR, Erstsendung: 31. Dezember 2016 bei arte, Inhaltsangabe von ARD, u. a. mit Cornelia Funke, Caroline Link, Campino.
- Kästner und der kleine Dienstag. Spielfilm, Deutschland, Österreich, 2016, 102 Min., Buch: Dorothee Schön, Regie: Wolfgang Murnberger, Produktion: Ester.Reglin.Film, Dor Film Köln, Degeto, Erstsendung: 21. Dezember 2017 in Das Erste, Inhaltsangabe mit Interview-Videos von Das Erste.

## Ausstellungen (Auswahl)
- Erich Kästner: Leben und Werk. Goethe-Institut in der Internationalen Jugendbibliothek, München, 1964.[105] Die Ausstellung ging im Anschluss unter anderem nach Stockholm und Kopenhagen.[106]
- „Die Zeit fährt Auto.“ Erich Kästner zum 100. Geburtstag. Deutsches Historisches Museum, Berlin, 24. Februar 1999 – 1. Juni 1999 und Münchner Stadtmuseum, 2. Juli 1999 – 26. September 1999.[107]
- „Ich kam zur Welt und lebe trotzdem weiter“. Heimatmuseum Reinickendorf, Alt-Hermsdorf, Berlin, 29. April 2014 – 7. September 2014.[108]
- „Gestatten, Kästner!“. Literaturhaus München, 24. September 2015 – 14. Februar 2016[109][110] und Motorenhalle Dresden. Projektzentrum für zeitgenössische Kunst, 10. März 2016 – 10. Juli 2016.[111]
- Der doppelte Erich. Erich Ohser illustriert Erich Kästner. Sommerpalais Greiz, Satiricum, 12. Oktober 2019 – 2. Februar 2020.[112]